# Biserica „Sfântul Nicolae” din Hunedoara

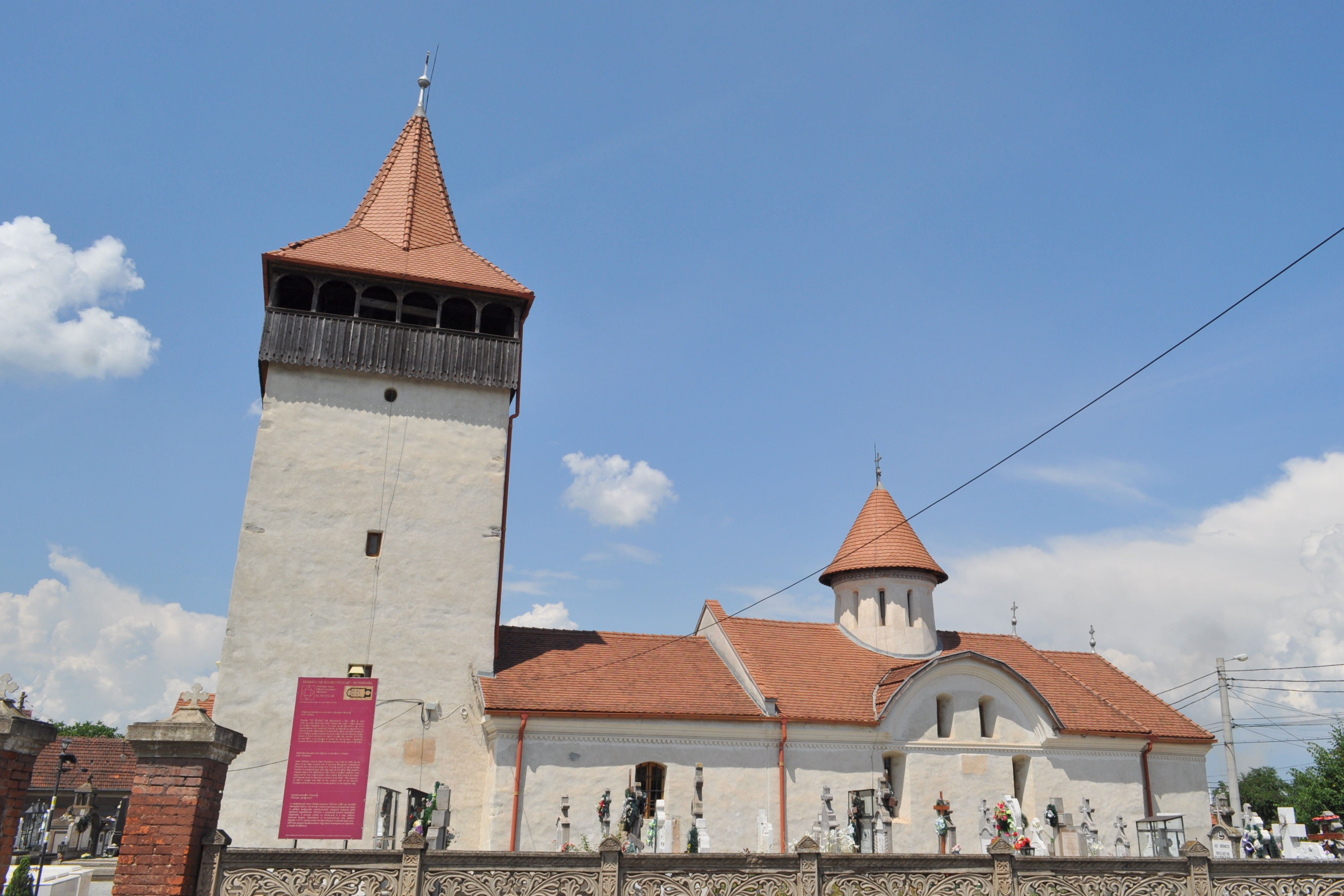
Biserica „Sfântul Nicolae” din municipiul Hunedoara, foto: iunie 2018.

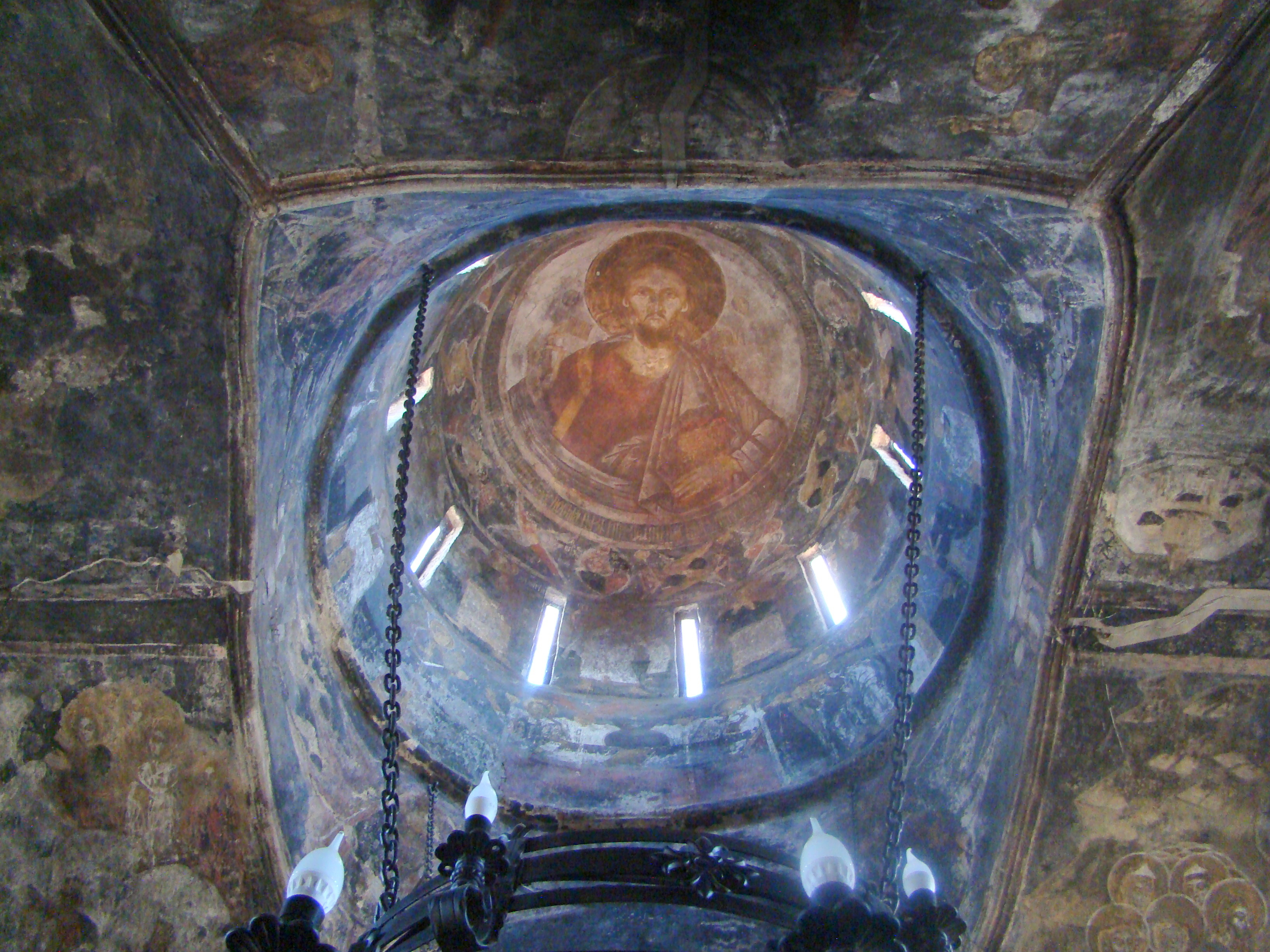
Cupola peste naos

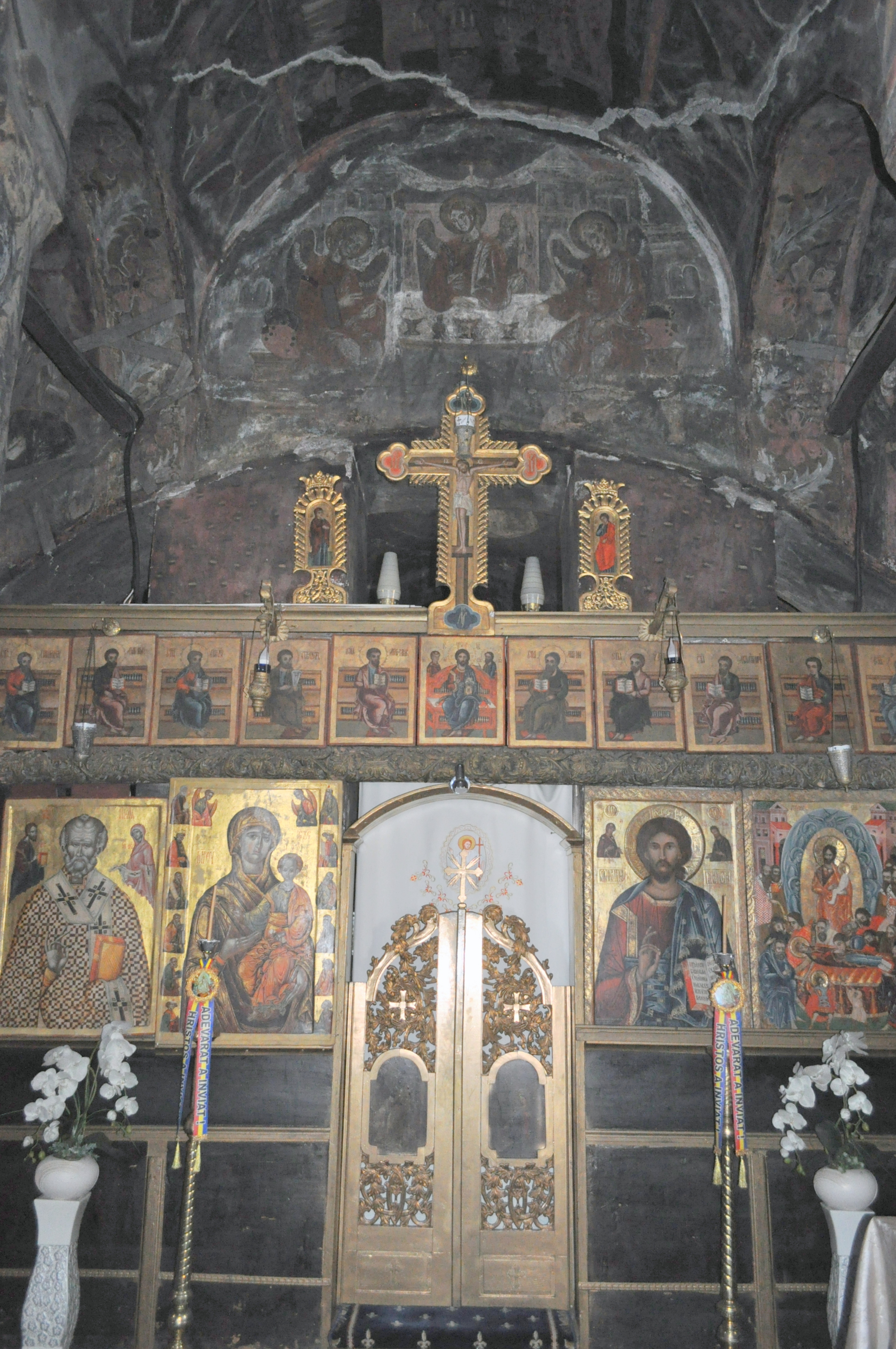
Iconostasul

Biserica „Sfântul Nicolae” din Hunedoara este un monument istoric aflat pe teritoriul municipiului Hunedoara. În Repertoriul Arheologic Național, monumentul apare cu codul 86829.07.01, 86829.07.02, 86829.07.03, 86829.07.04.

## Istoric și trăsături
La mică distanță de cea mai reprezentativă operă de arhitectură gotică civilă din Transilvania, castelul Corvineștilor din Hunedoara (localitate atestată sub forma Hungnod în anul 1265), se găsește biserica „Sfântul Ierarh Nicolae”, unul dintre puținele edificii ecleziastice ortodoxe din perioada medievală ridicate în mediul urban. Lăcașul, construit din piatră brută, amestecată cu cărămidă arsă și legată cu mortar din nisip de râu și var nestins, figurează pe lista monumentelor istorice românești. 
Așa cum se prezintă astăzi, edificiul este rezultatul mai multor etape de construcție. Partea veche a bisericii prezintă o inedită îmbinare a două categorii de elemente, unele de factură bizantină (nava în cruce greacă înscrisă), altele aparținătoare sferei goticului (absida, constând dintr-un poligon cu unghiul în ax); ulterioară este adosarea pronaosului rectangular și a turnului-clopotniță. Naosul are o înfățișare aparte. În mijlocul său, încadrând un spațiu rectangular, se află patru coloane solide, terminate la capete cu câte un octogon; spațiul dintre ele este acoperit cu o cupolă, așezată pe un tambur rotund. Lumina pătrunde în navă prin douăsprezece ferestre, patru dintre ele fiind dispuse la nivelul pereților, iar celelalte opt, de formă alungită, străbătând tamburul cupolei. Absida altarului este asemănătoare cu cea a vechii biserici din Bârsău. Pronaosul, adăugat, probabil, în anul 1634, este acoperit cu un tavan din lemn. Turnul de deasupra unicei intrări apusene a fost adosat în anul 1827; are patru niveluri și este prevăzut, în partea superioară, cu o galerie de lemn spațioasă. În deceniul al treilea al secolului al XX-lea, un amplu șantier de restaurare a vizat consolidarea fundațiilor și a stâlpilor de susținere a bolții, prin turnarea unui brâu de beton. Alte lucrări au avut loc în anii 1939 (suportate financiar de deputatul liberal Constantin Bursan), 1959, 1973 și 1996-2001.
În naos, deasupra ușii de intrare, se găsește o pisanie în limba slavonă, care atestă atât reînnoirea lăcașului în anul 1634, cât și împodobirea pereților interiori cu o frumoasă pictură, două decenii mai târziu: „Cu vrearea Tatălui și cu ajutorul Fiiului și cu săvârșitul Sfântului Duhu, întemeietu-s-au această sfântă și dumnezăiască besearecă, pre hramu Sfântului Nicolae, în zilele prealuminatului Craiu Ardealului Gheorghie Racoți cel Bătrân, în cursul anilor 1634, cu osteneala și împreună cu toată cheltuiala a protopopului Ianăși ot Hinidoră i protopop Nicolae i Vasilie snă protopop Ianăși și Statie gineri-său, și cu mila a mulți neguțători s-au zidit ca să fie pomană părinților și sufletelor dumnealor și cari în cursul anilor 1654, aflatu-s-au lăngă ctitorii cei bătrăni, iar niște neguțători creștini, Dumitru Mărcocianul din Hinidoră și cu Nicolae Crăciun de o au zugrăvit și o au înfrumustățat, iar cheltuiala din osteneala dumnealor, ca să fie pomană părinților și sufletelor lor păn în veaci. Amin. Pis msța Avgusta dni 20, văleat 1654. Varul și aurul la păreți și stălpișor au dat-o iară popa Nicola”. Luându-se ca punct de plecare această inscripție, în Șematismul Diecezei Lugojului din 1903 se susținea, eronat, că sfântul lăcaș a fost construit abia în anul 1634, când principele maghiar Gheorghe Rákóczi I, deranjat de bocetele femeilor din vechea biserică, aflată în imediata apropiere a castelului, ar fi dăruit terenul pe care se află edificiul de astăzi.
Decorul mural, realizat de „mult-greșitul și nenorocitul Caian Constantin și Stan zografi”, se caracterizează prin compoziții cu personaje numeroase, scenele având ca fundal un cadru arhitectural pitoresc, cu o multitudine de detalii. Tâmpla a fost pictată cu același prilej, pe o icoană împărătească se precizează că „această icoană am pictat-o eu, Constantin Zograf, în anul 1654”. Din păcate, din zestrea inițială nu se mai păstrează astăzi decât două icoane: „Deisis” și „Adormirea Maicii Domnului”. Alte două, „Sfântul Nicolae” și „Maica Domnului cu Pruncul” (Hodighitria), de o rară frumusețe, au fost aduse de la mănăstirea Plosca (distrusă de tunurile generalului austriac Adolf von Buccow) în 1762; pentru a fi încadrate alături de celelalte s-a dispus tăierea părții lor inferioare. Prin compararea cromaticii, a tehnicii de execuție și a unor detalii de pictură, Marius Porumb a concluzionat că ambele au fost executate de același meșter, ieromonahul Gavriil, autorul ansamblului pictural de la Bălinești, ctitoria logofătului moldovean Ioan Tăutu. Alte icoane, pierdute astăzi, vor fi fost executate  de zugravii Dragotin cel Bătrân, Constantin și Simeon, menționați în vechiul pomelnic al bisericii.   

## Vezi și
- Hunedoara

## Imagini din exterior

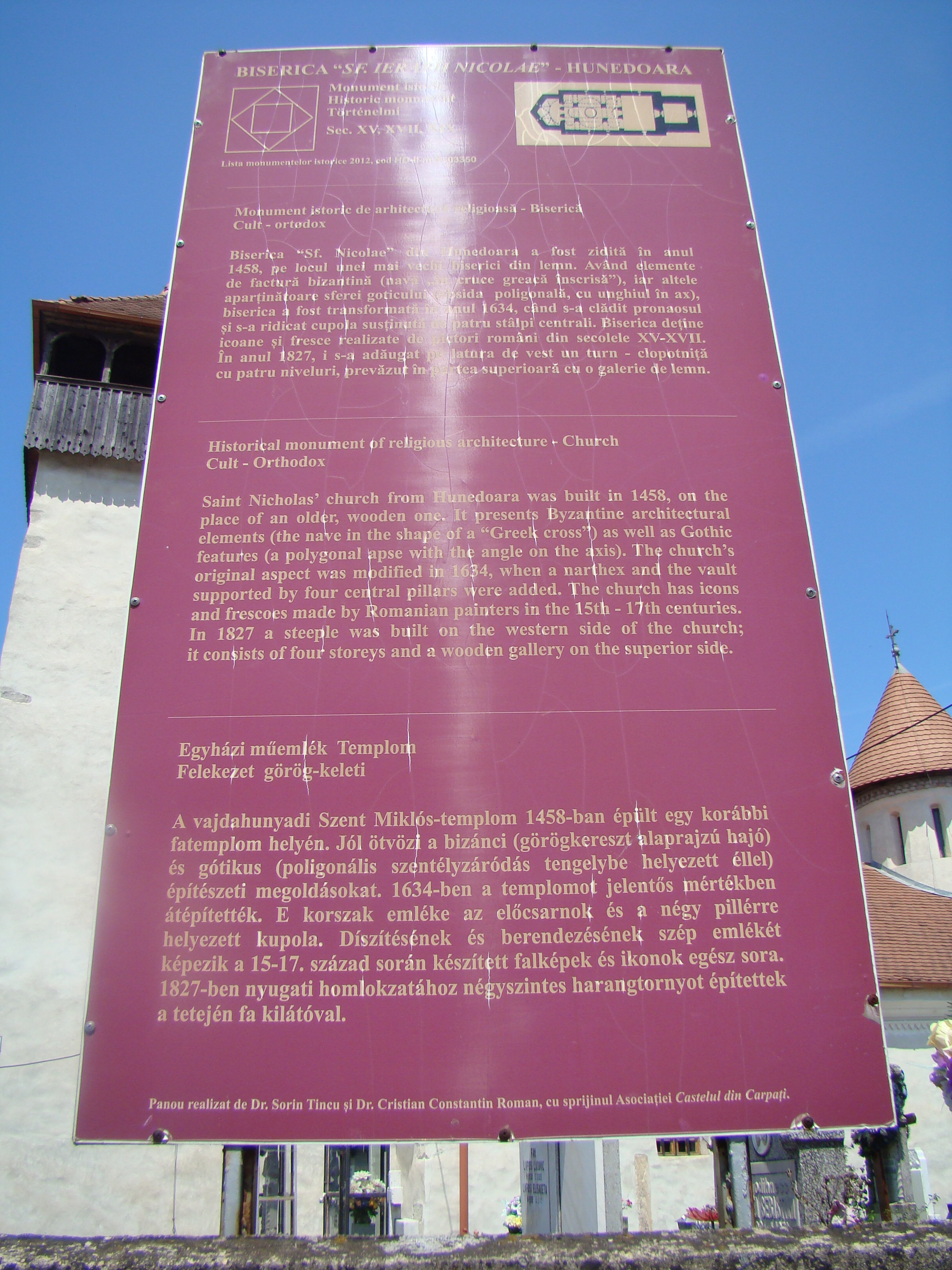
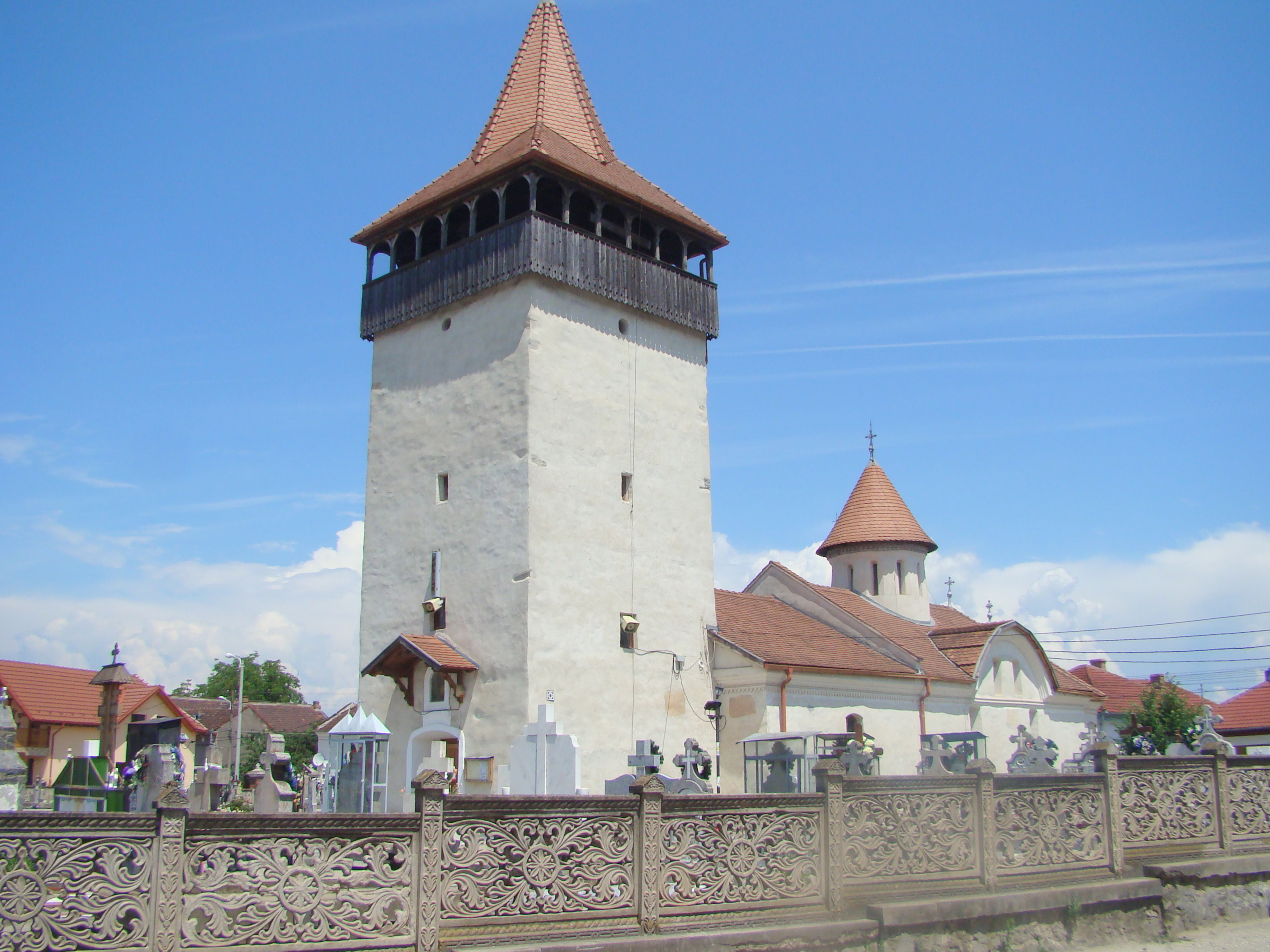
Biserica (sud-vest)
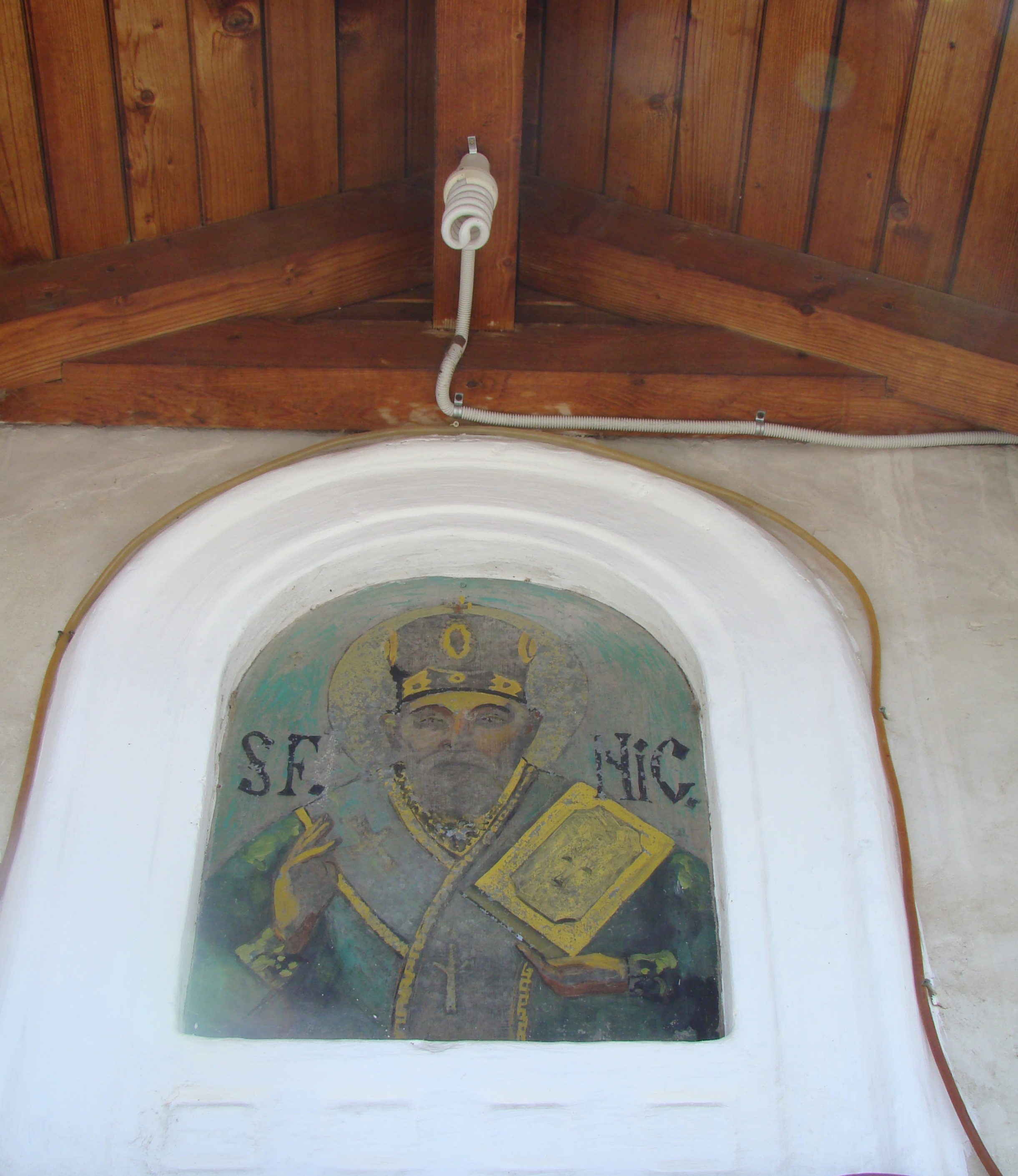
Icoană de hram
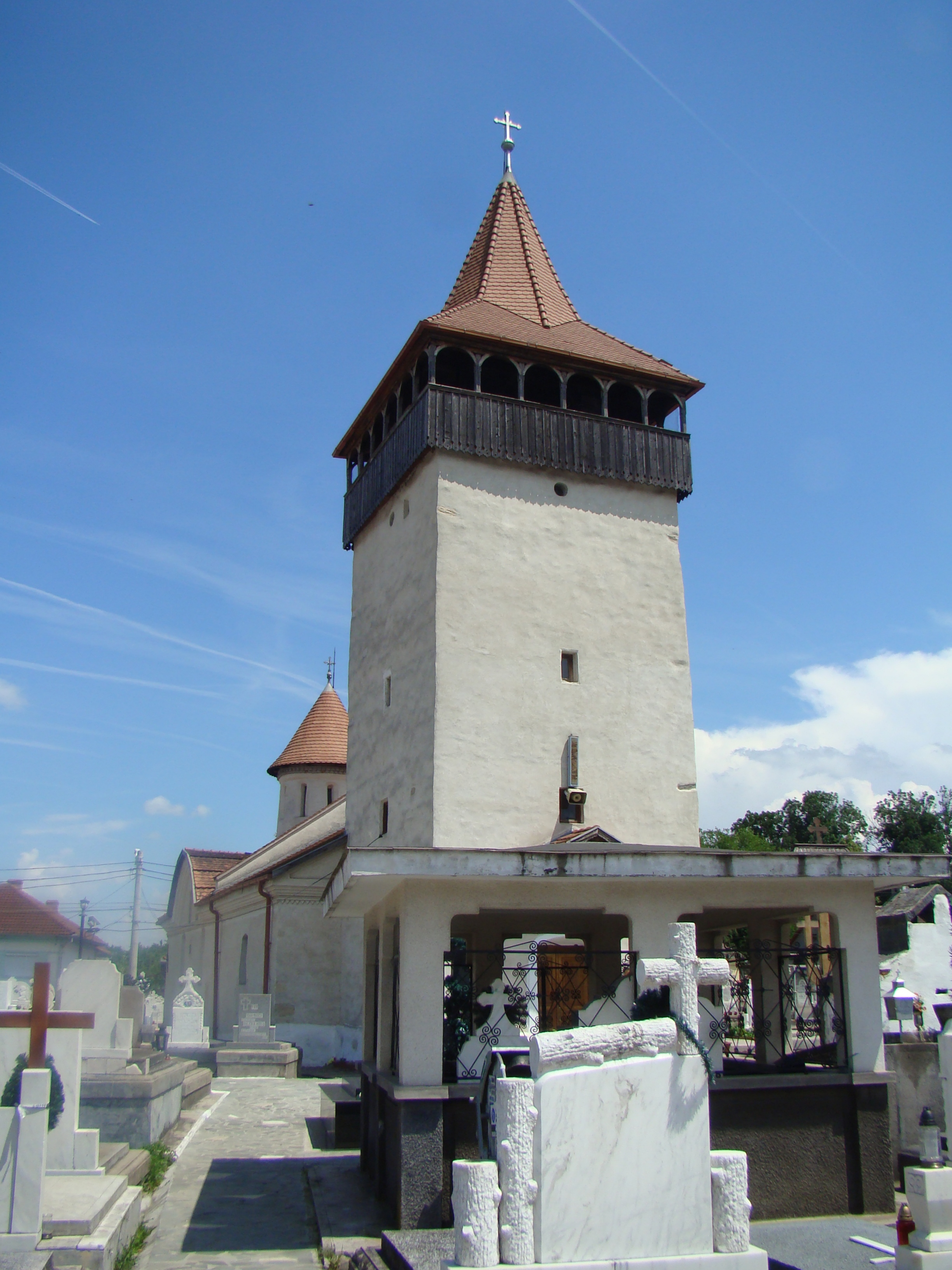
Biserica (vest)
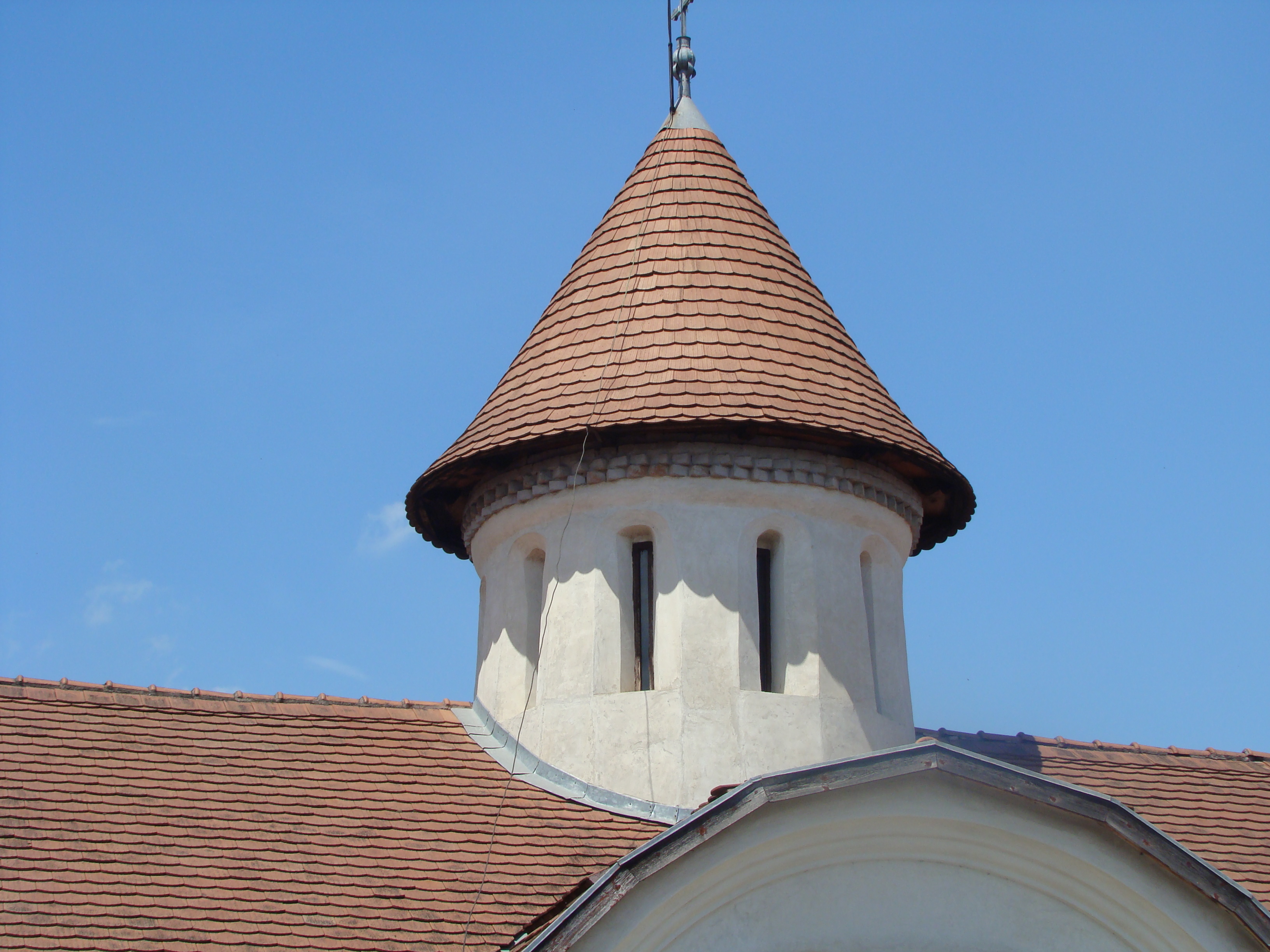
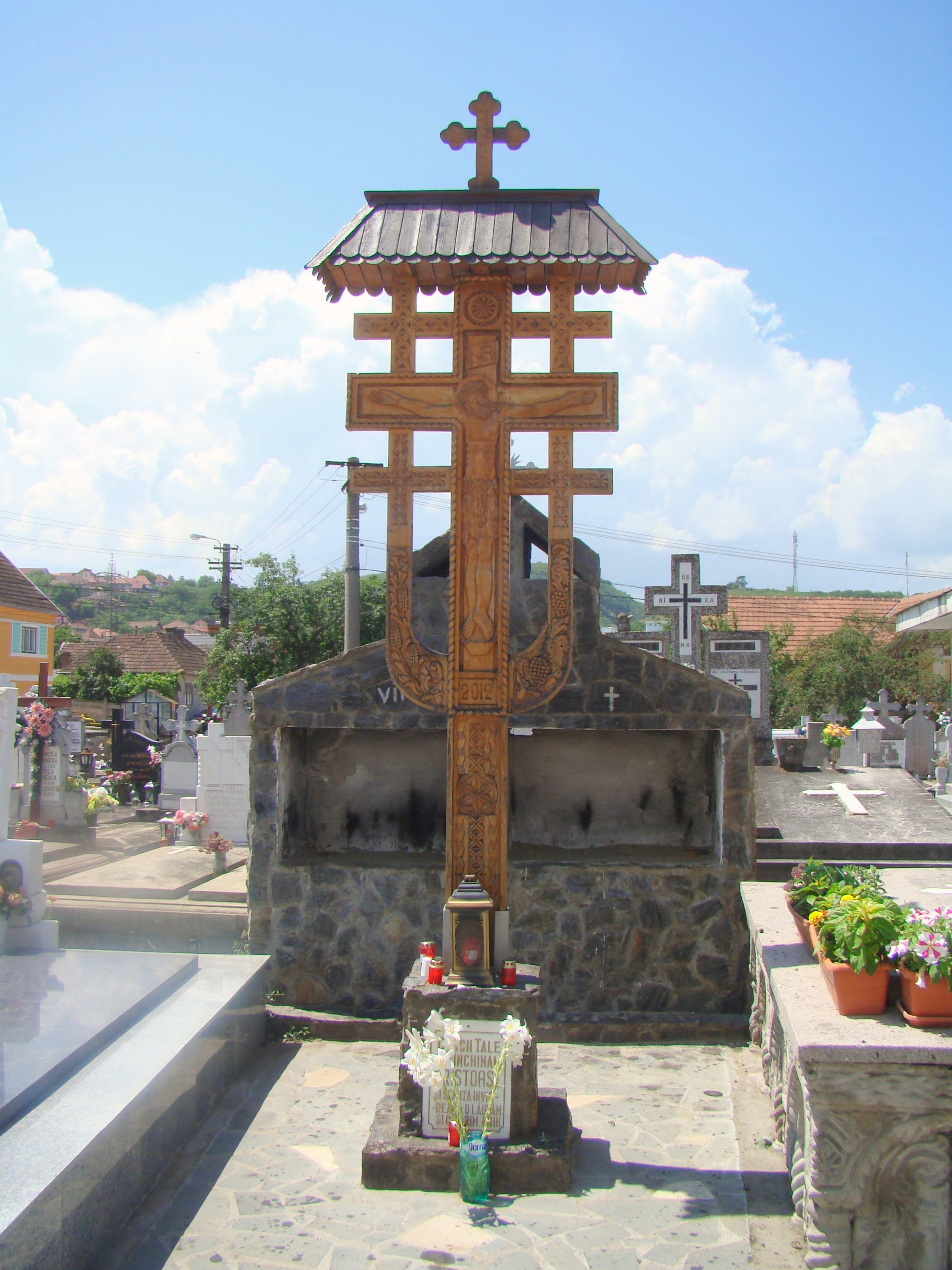
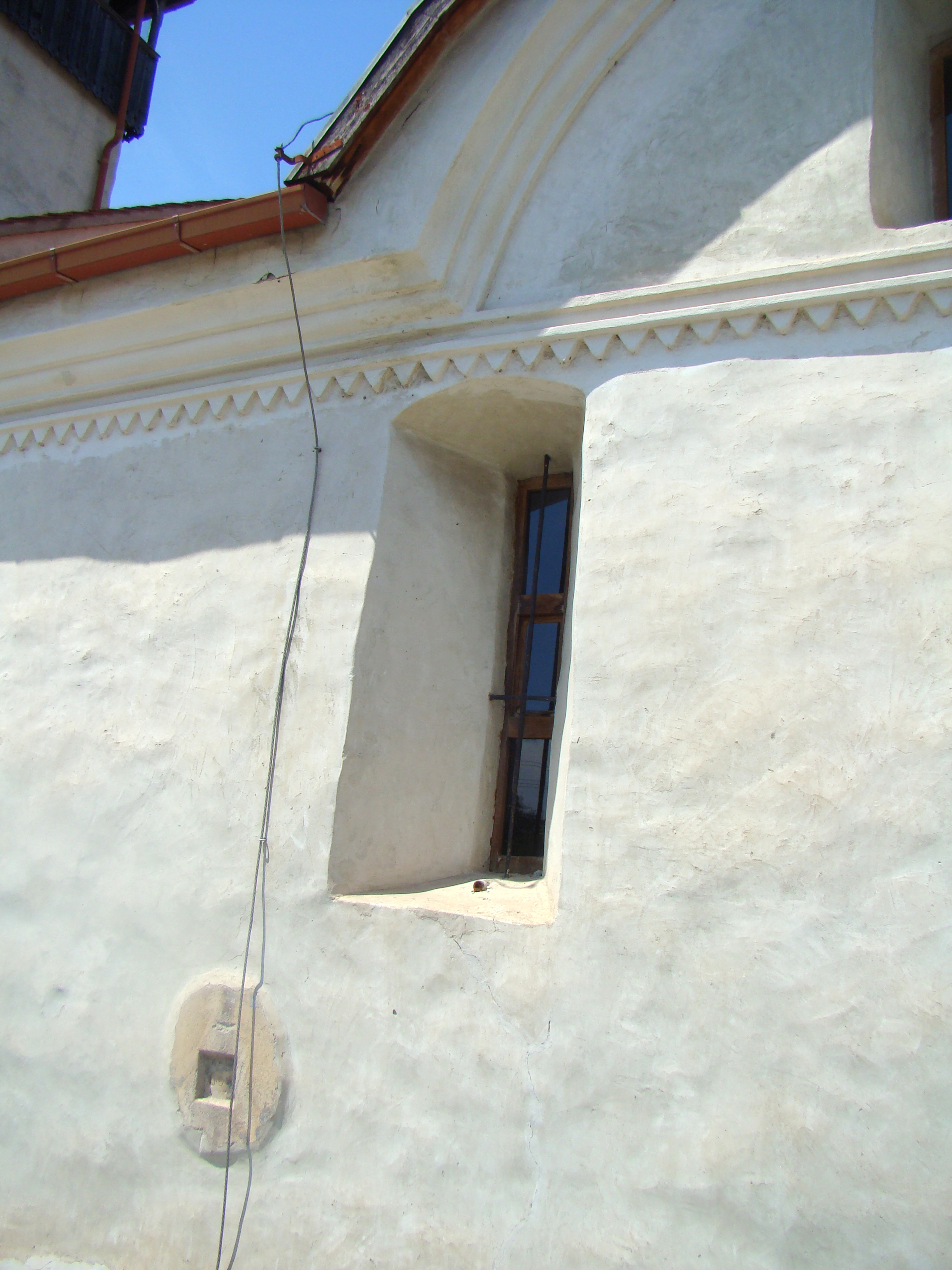
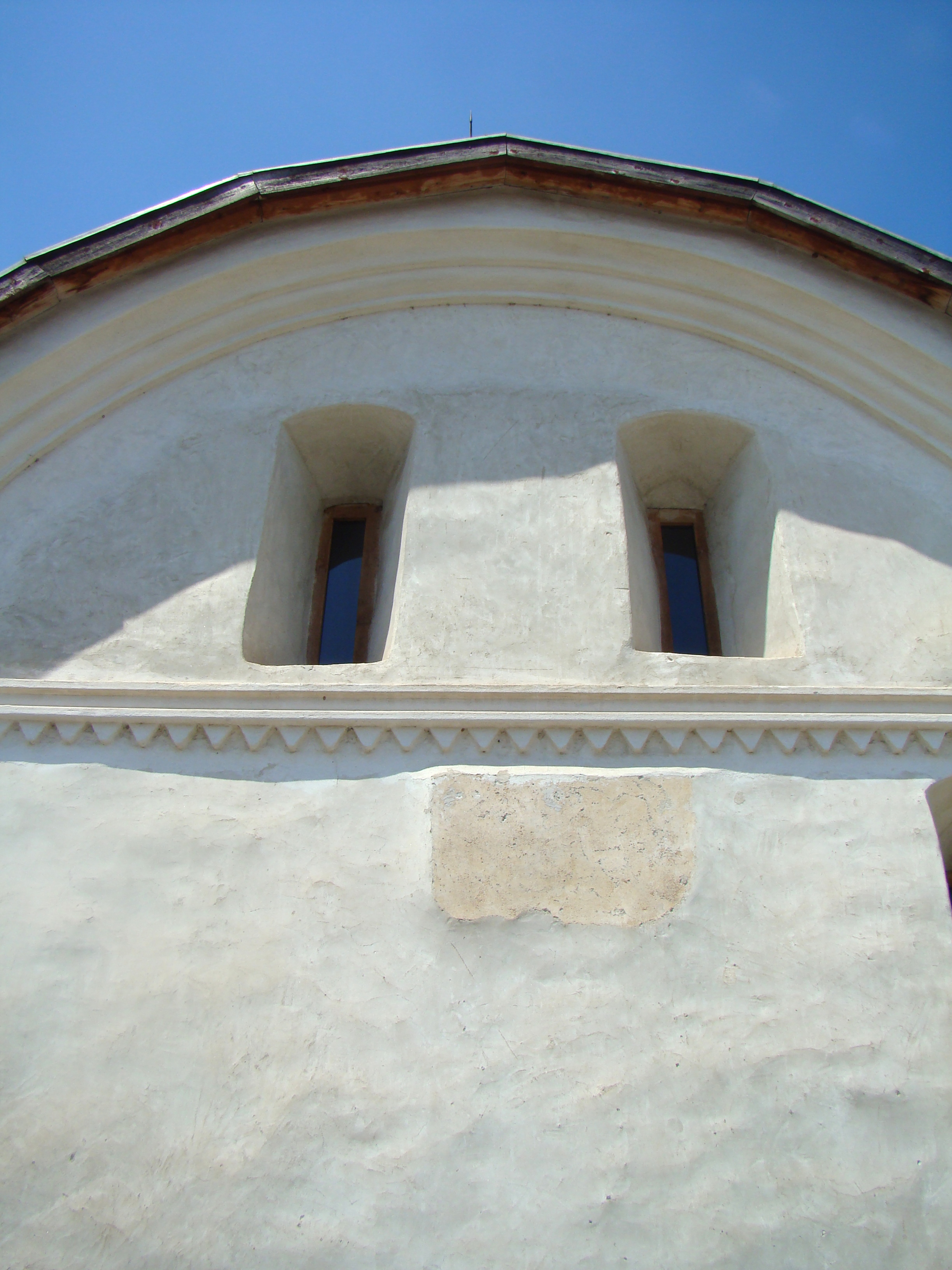
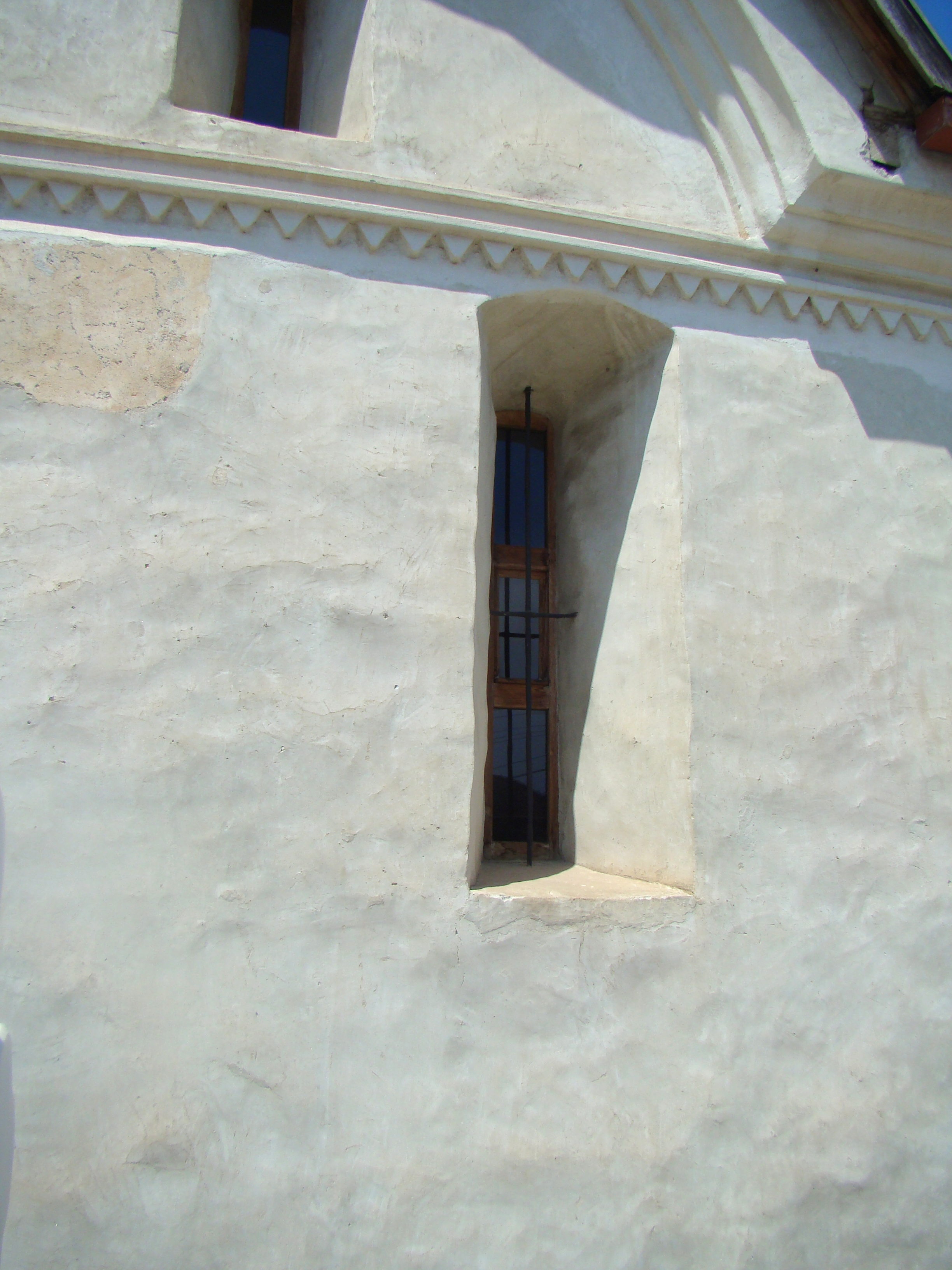
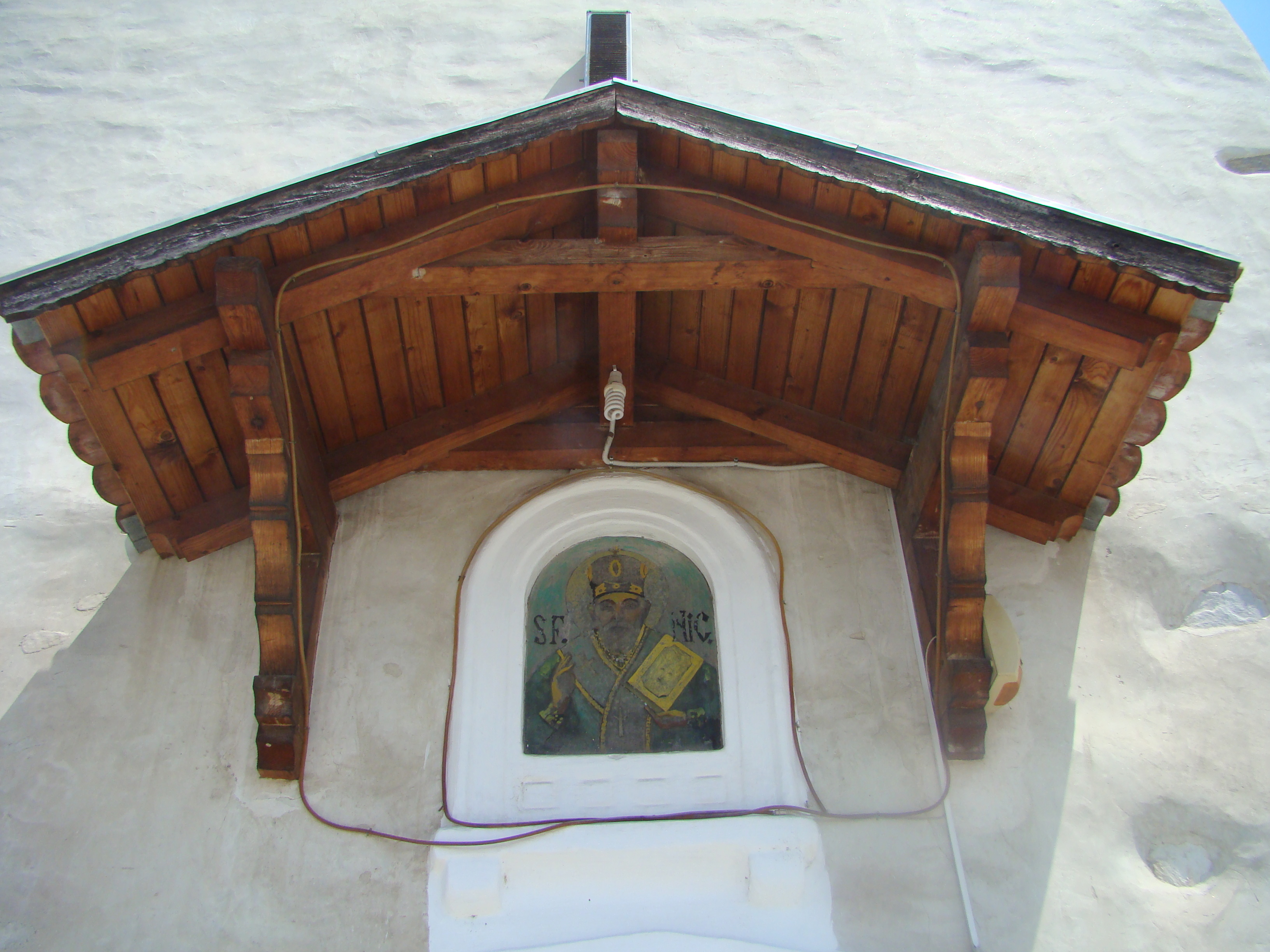
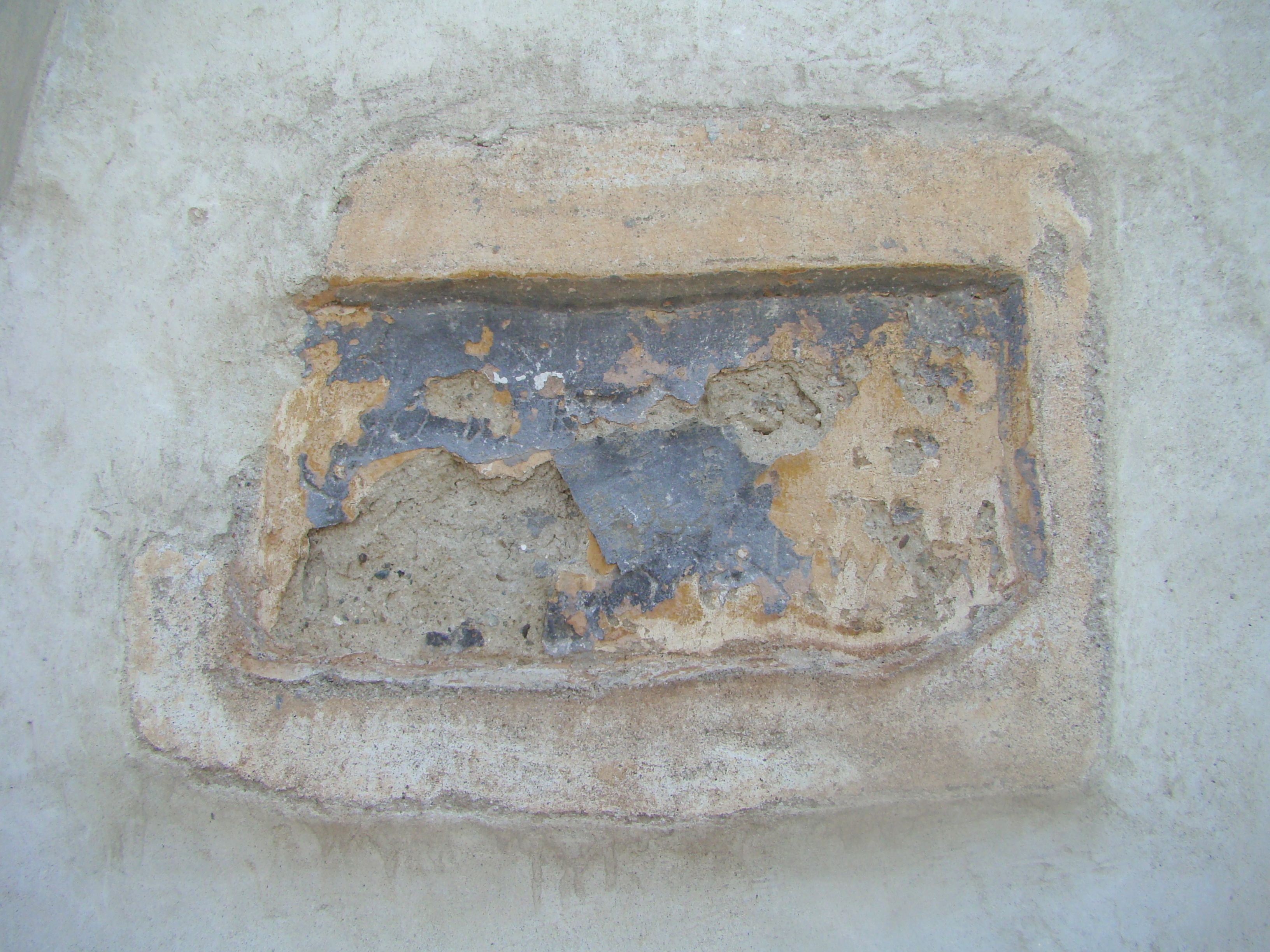
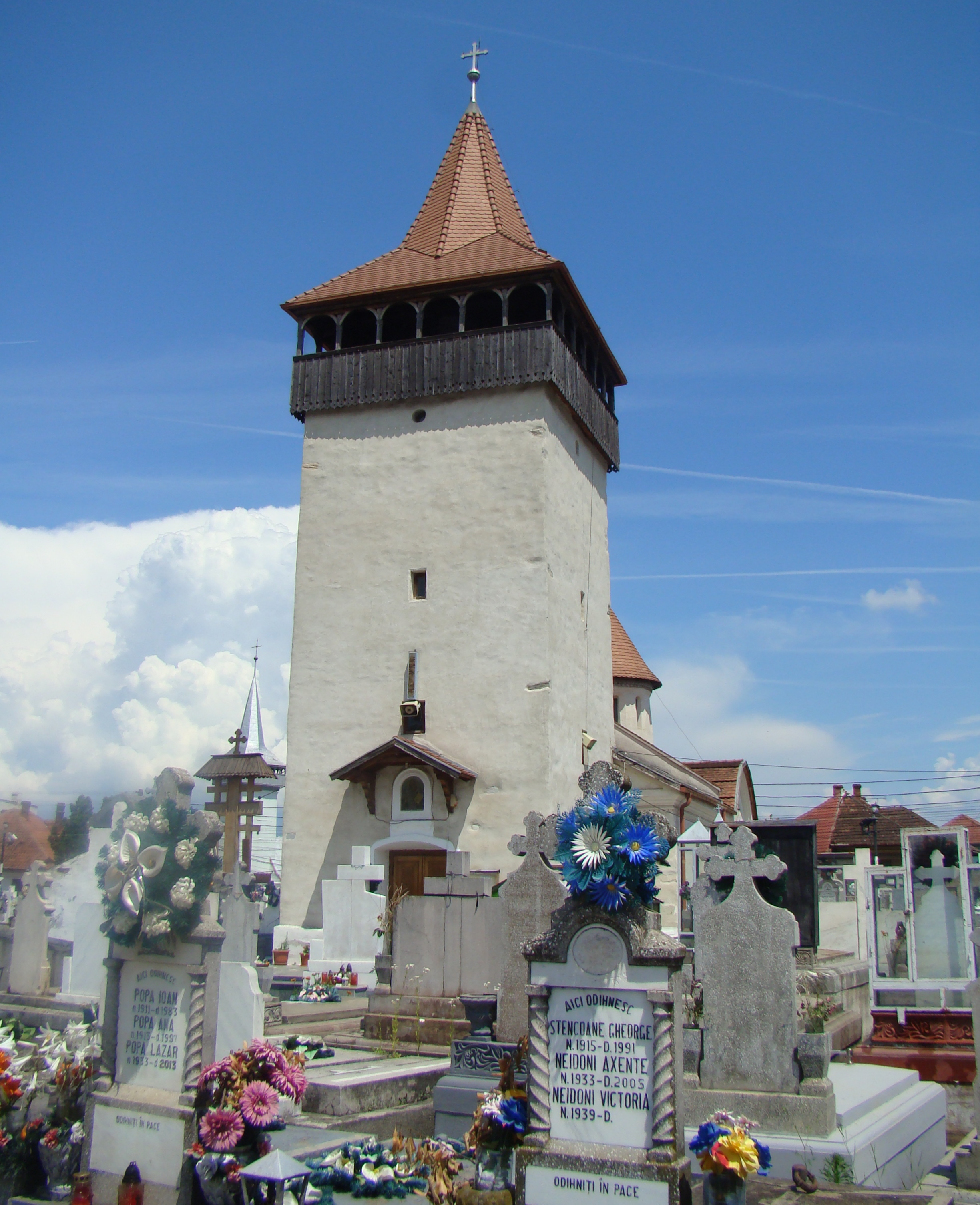
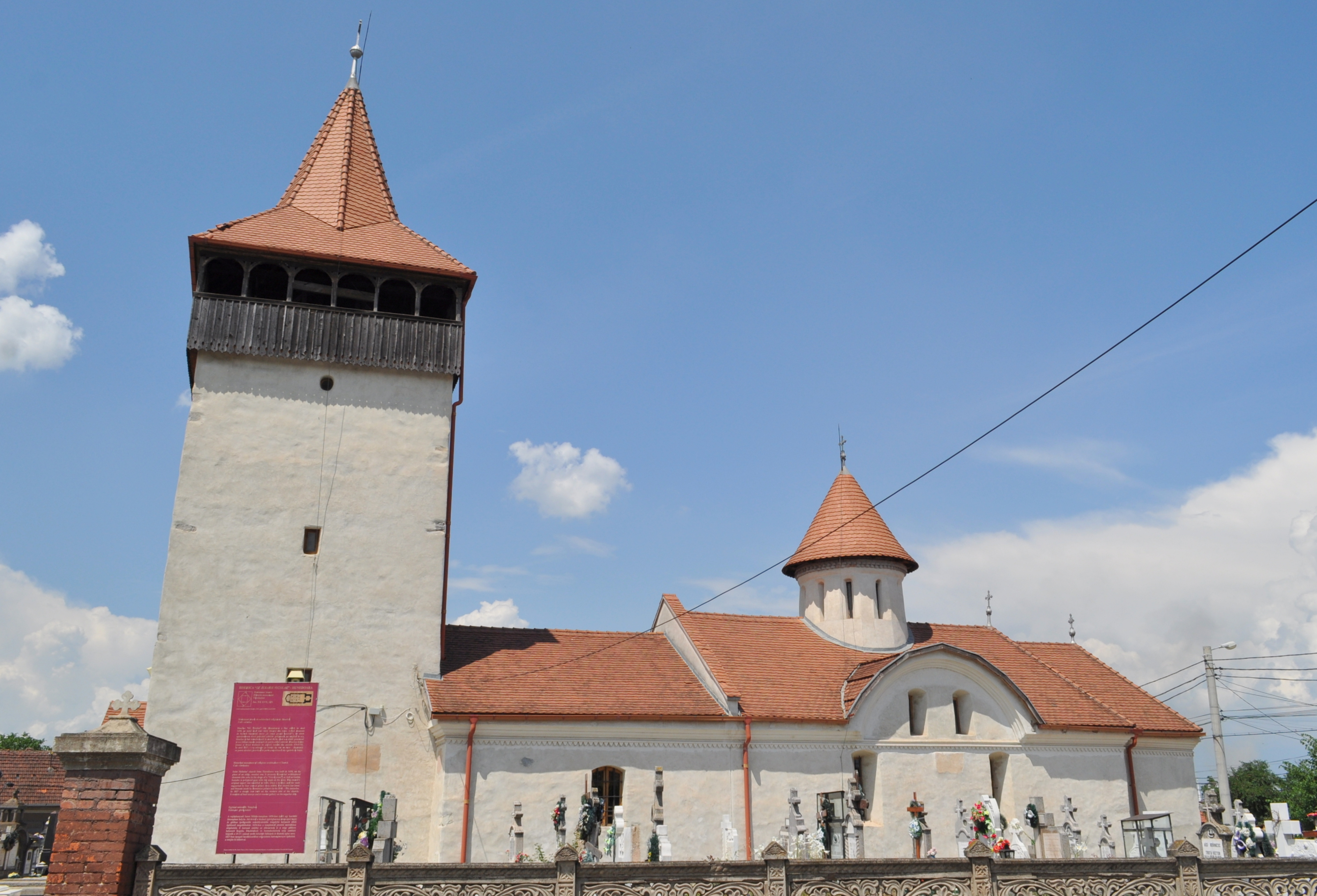
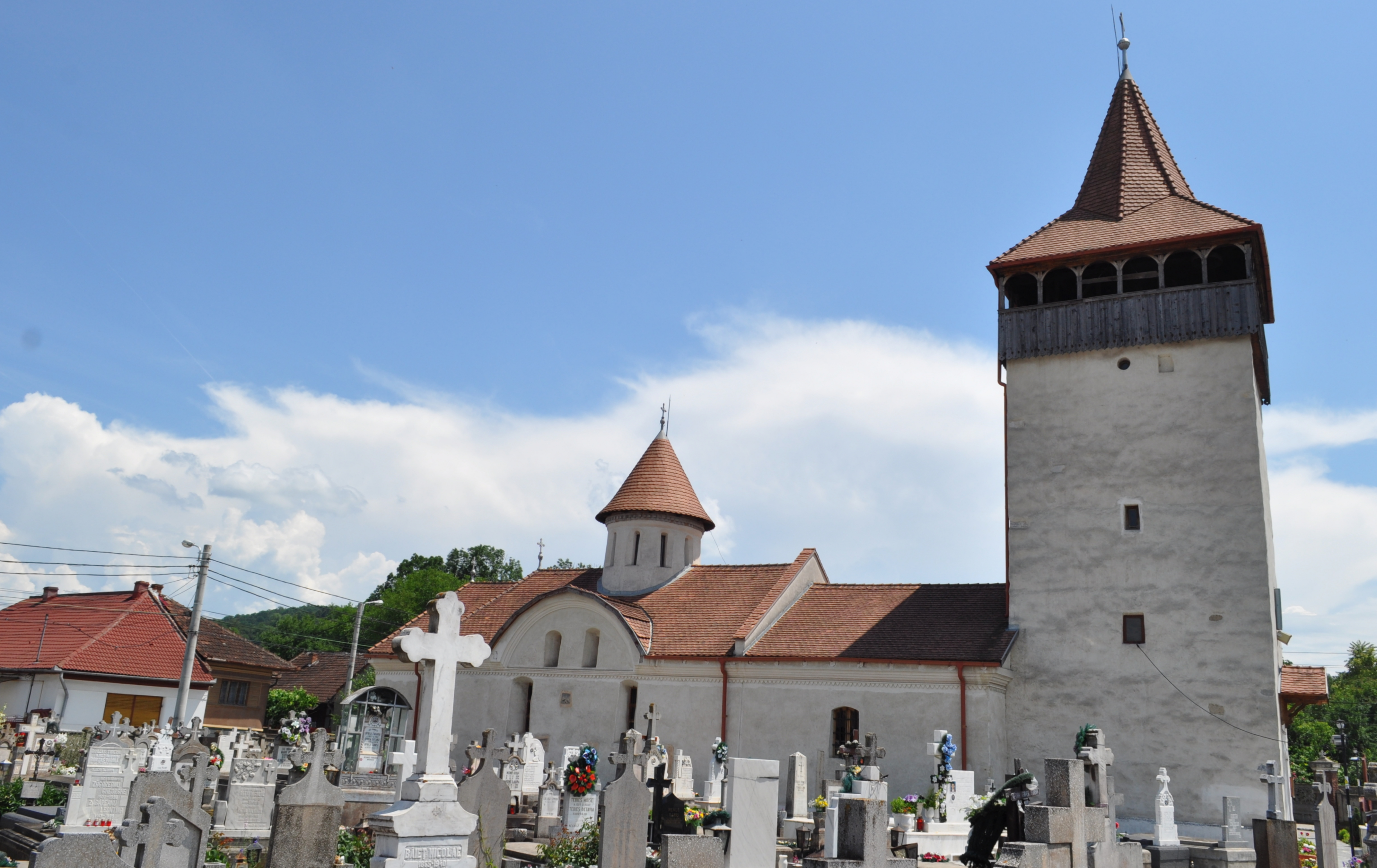
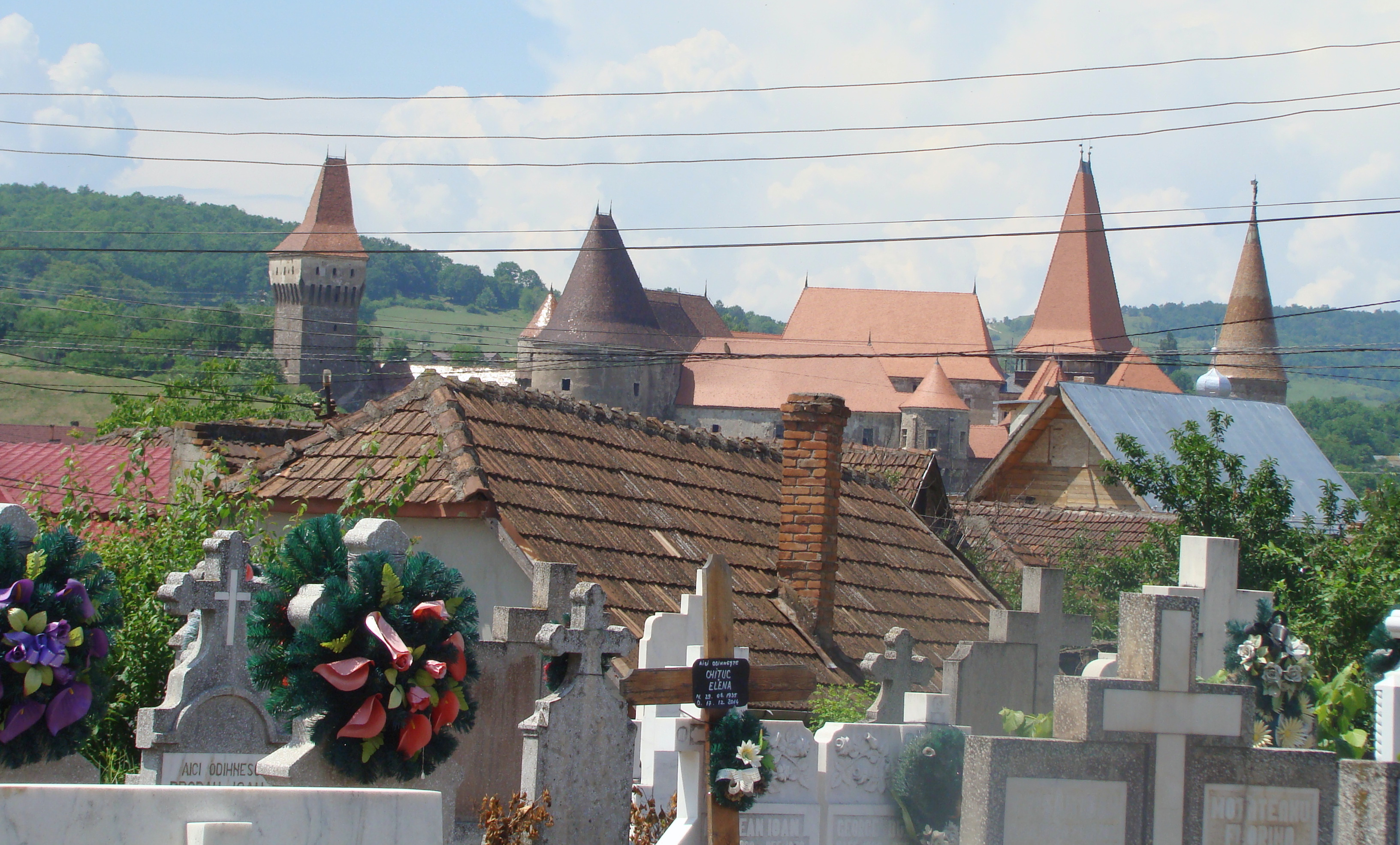

## Imagini din interior

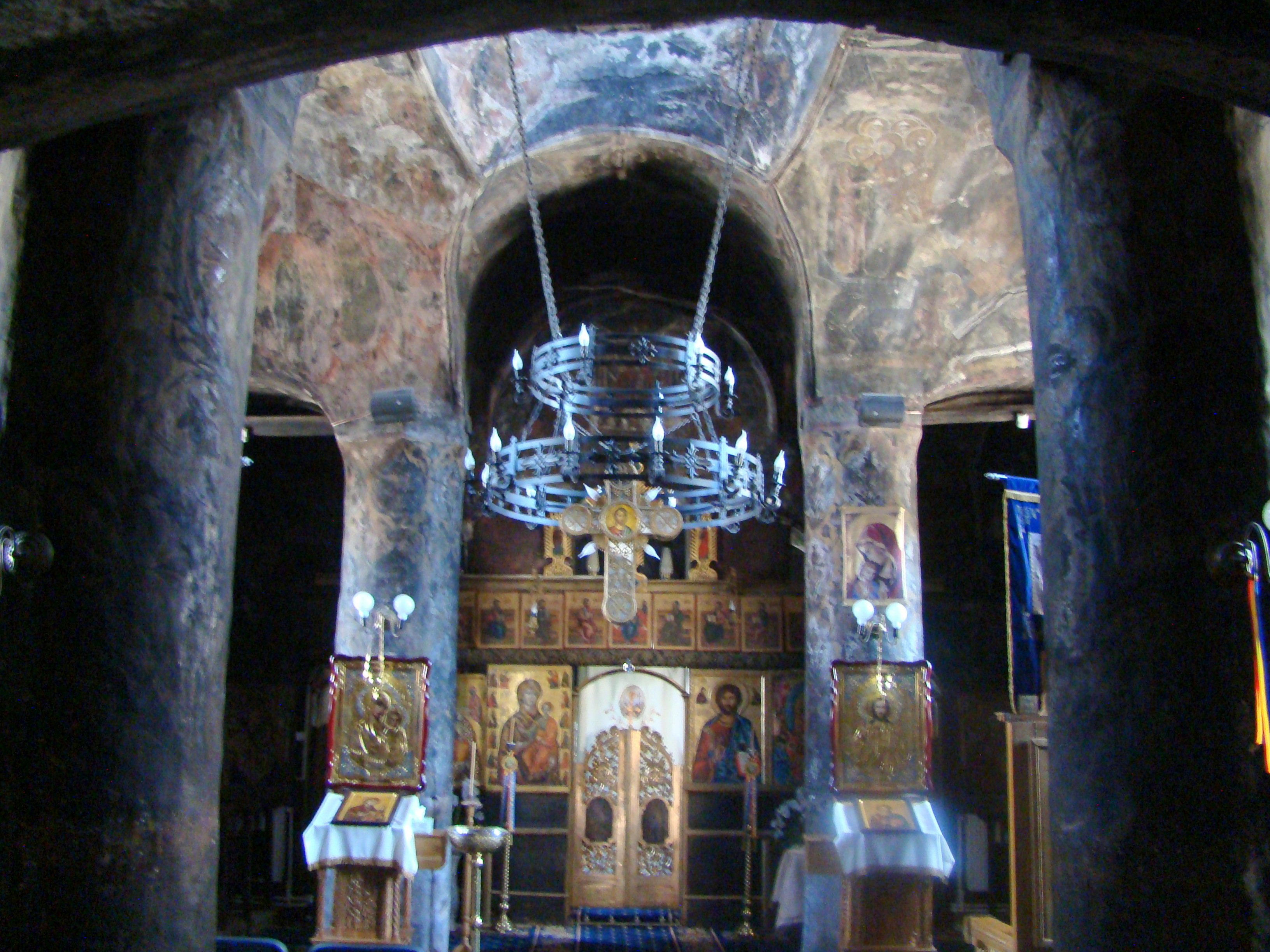
Nava spre iconostas
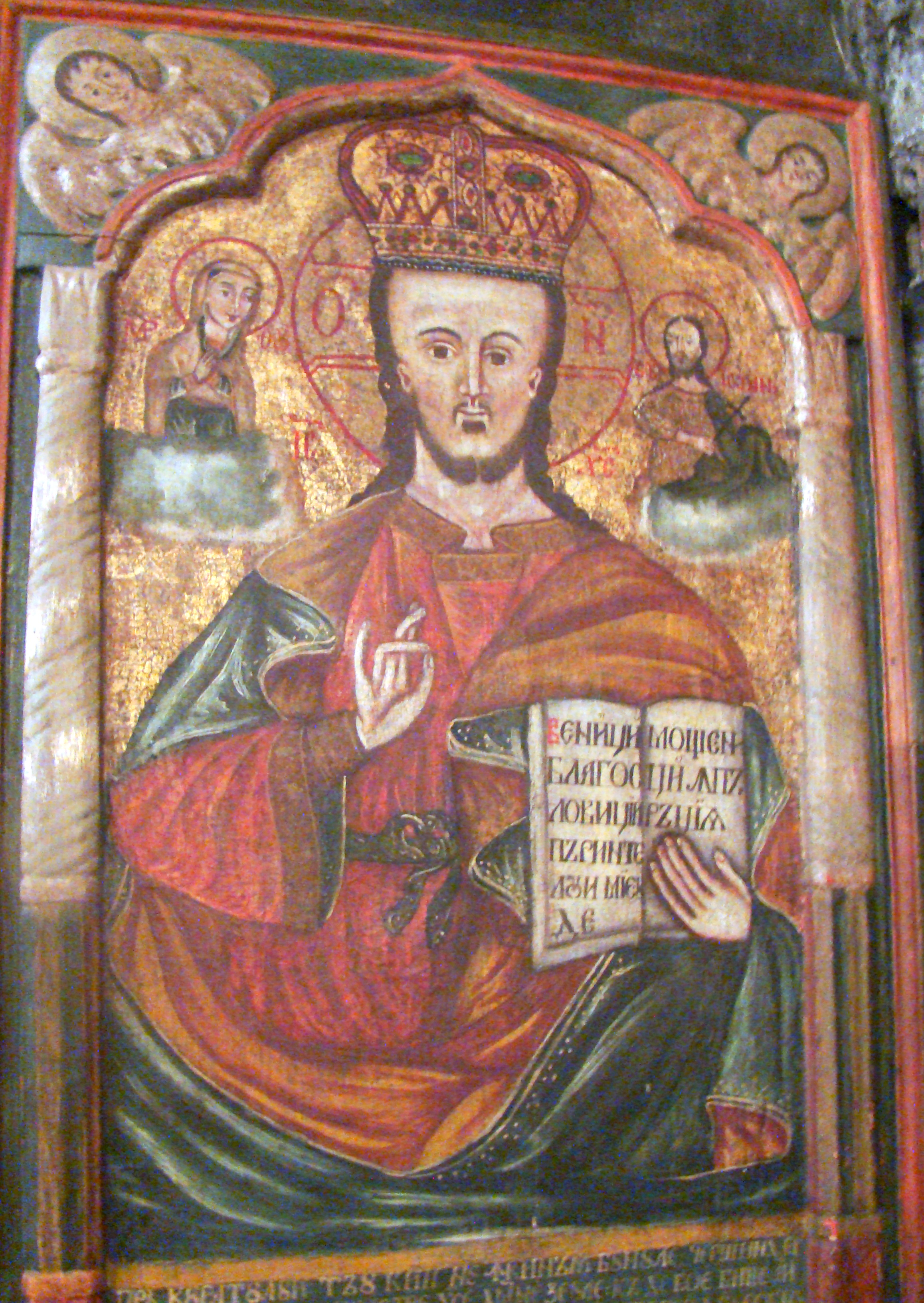
Deisis
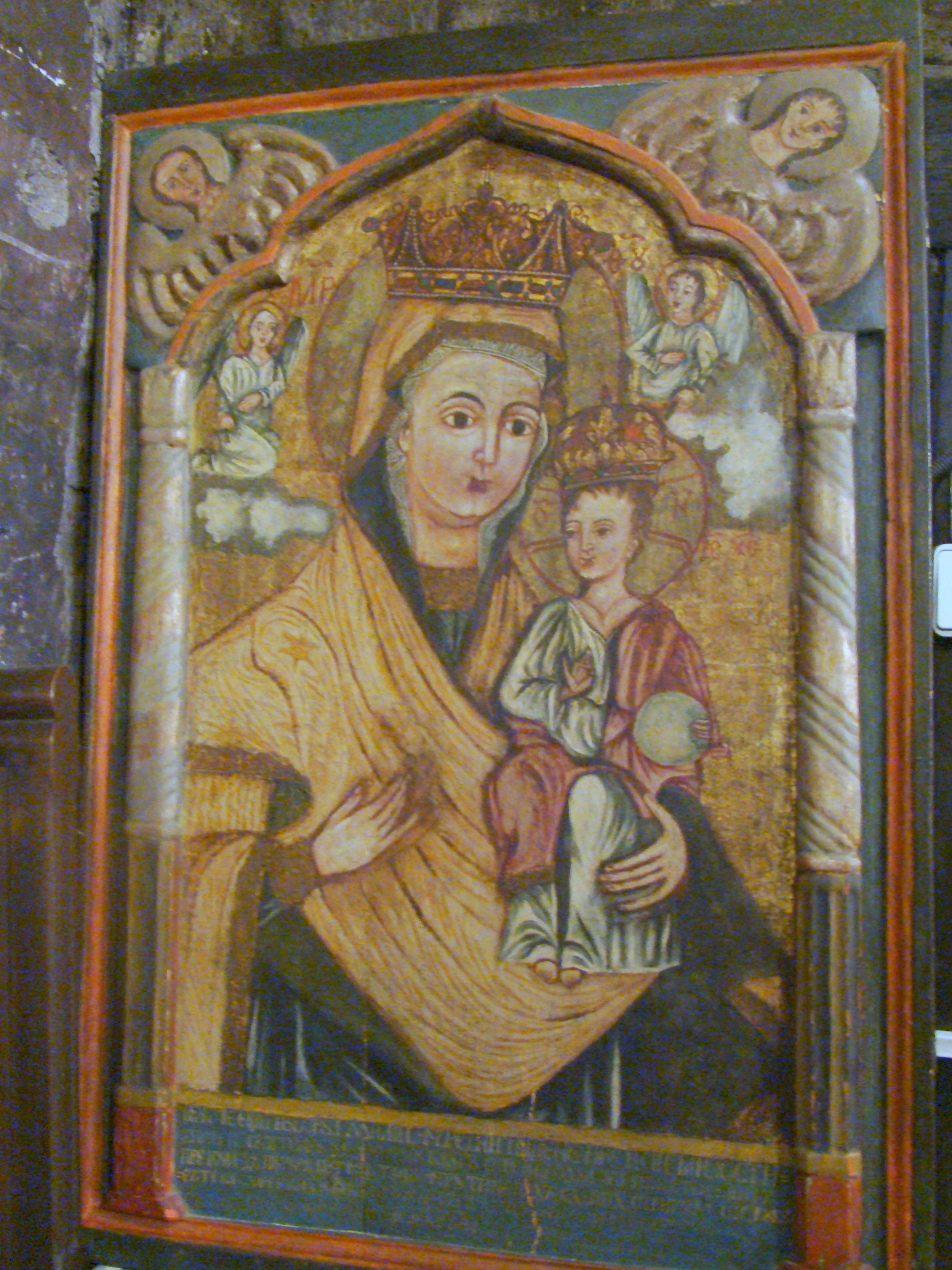
Maica Domnului cu Pruncul (Hodighitria)
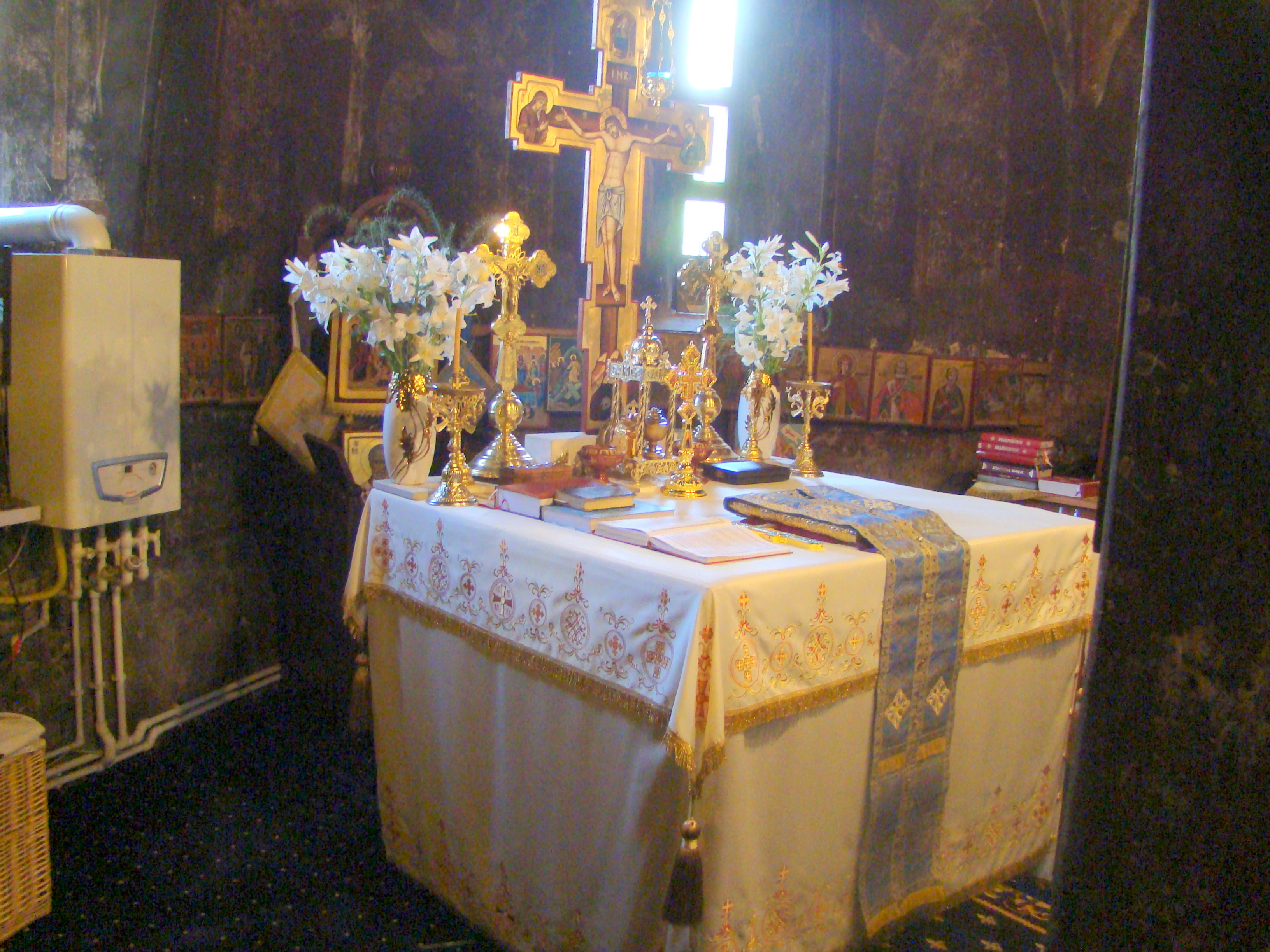
În altar
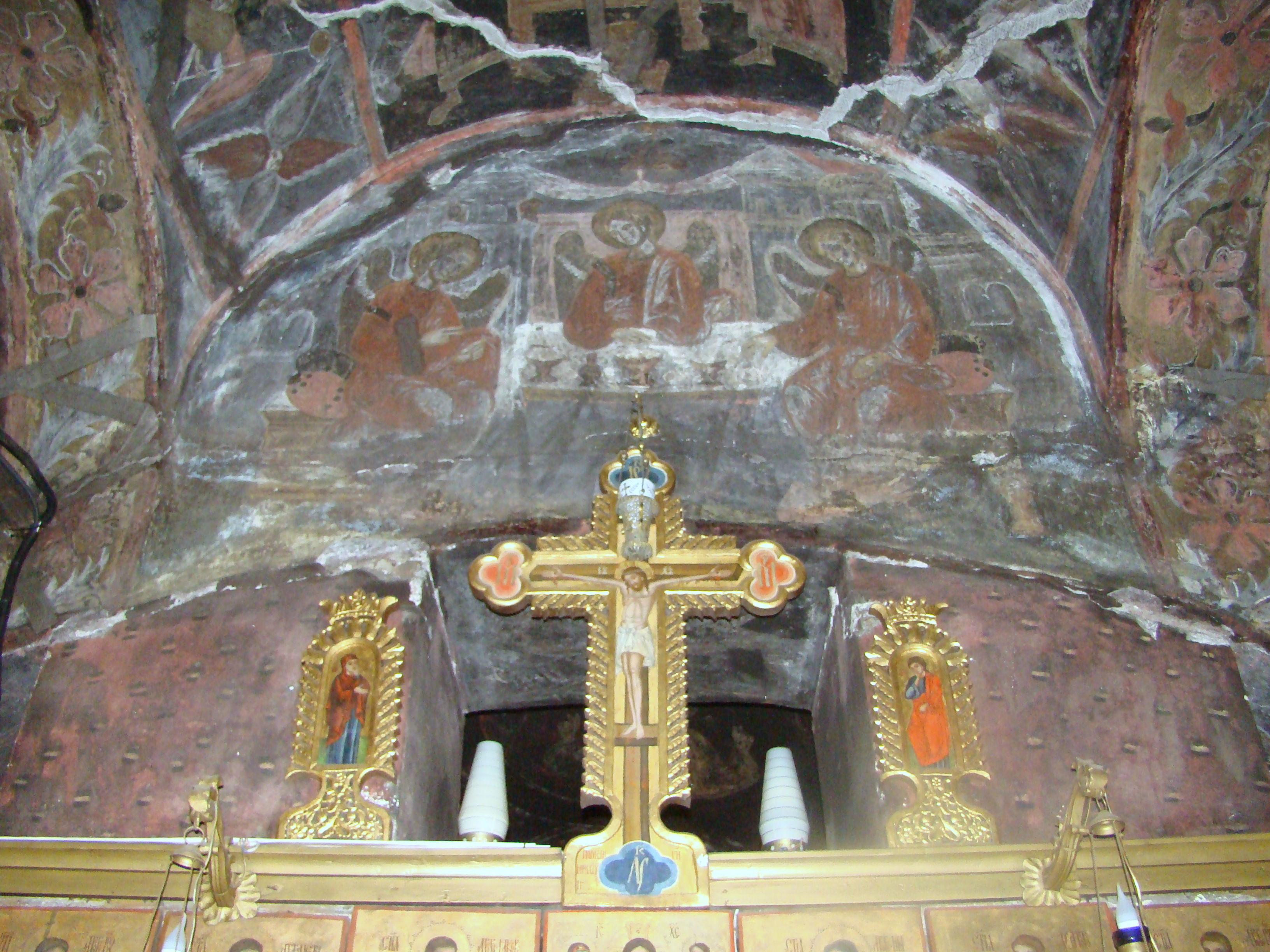
Crucea şi moleniile
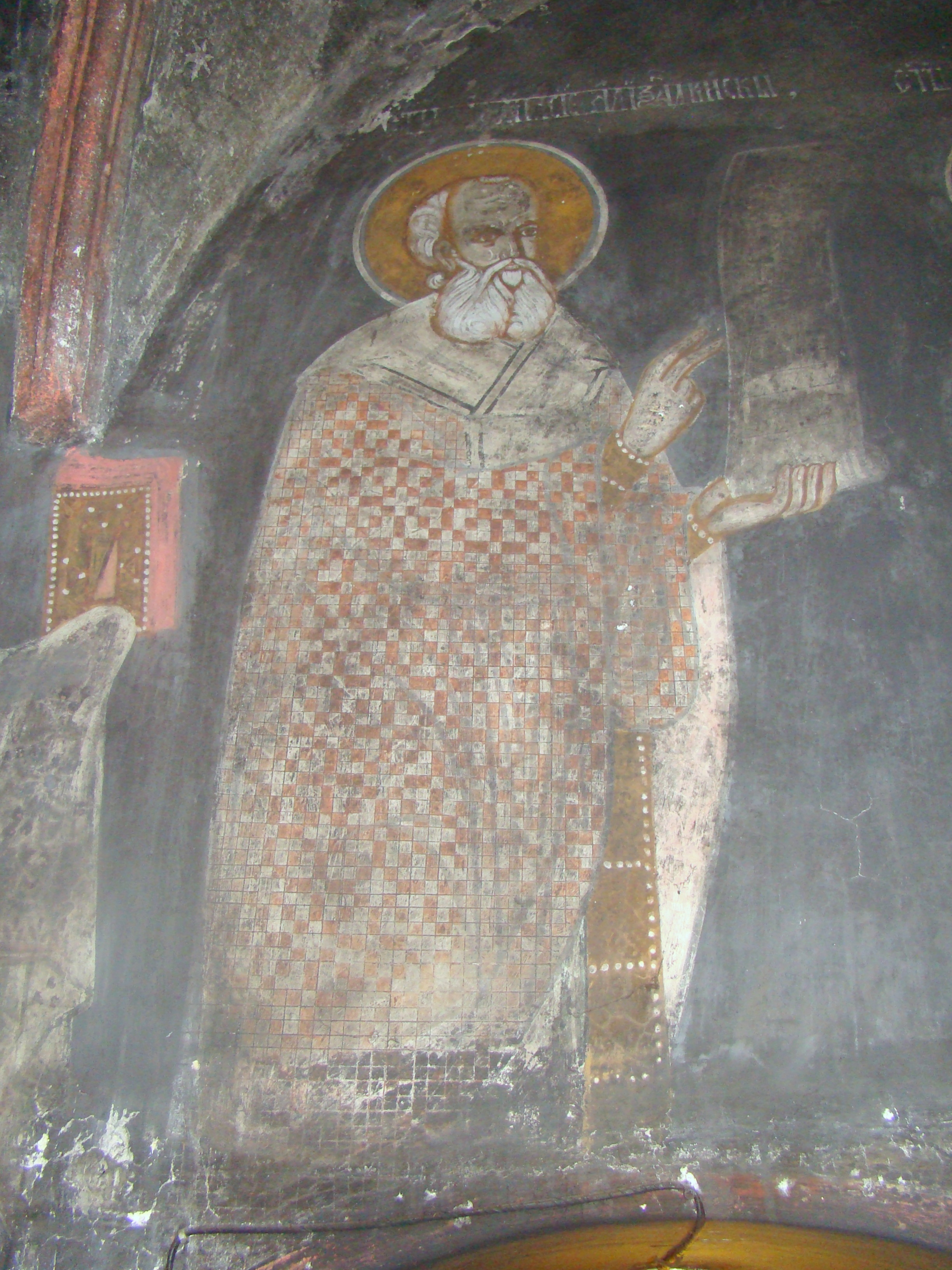
Altar: Sfinţii Părinţi
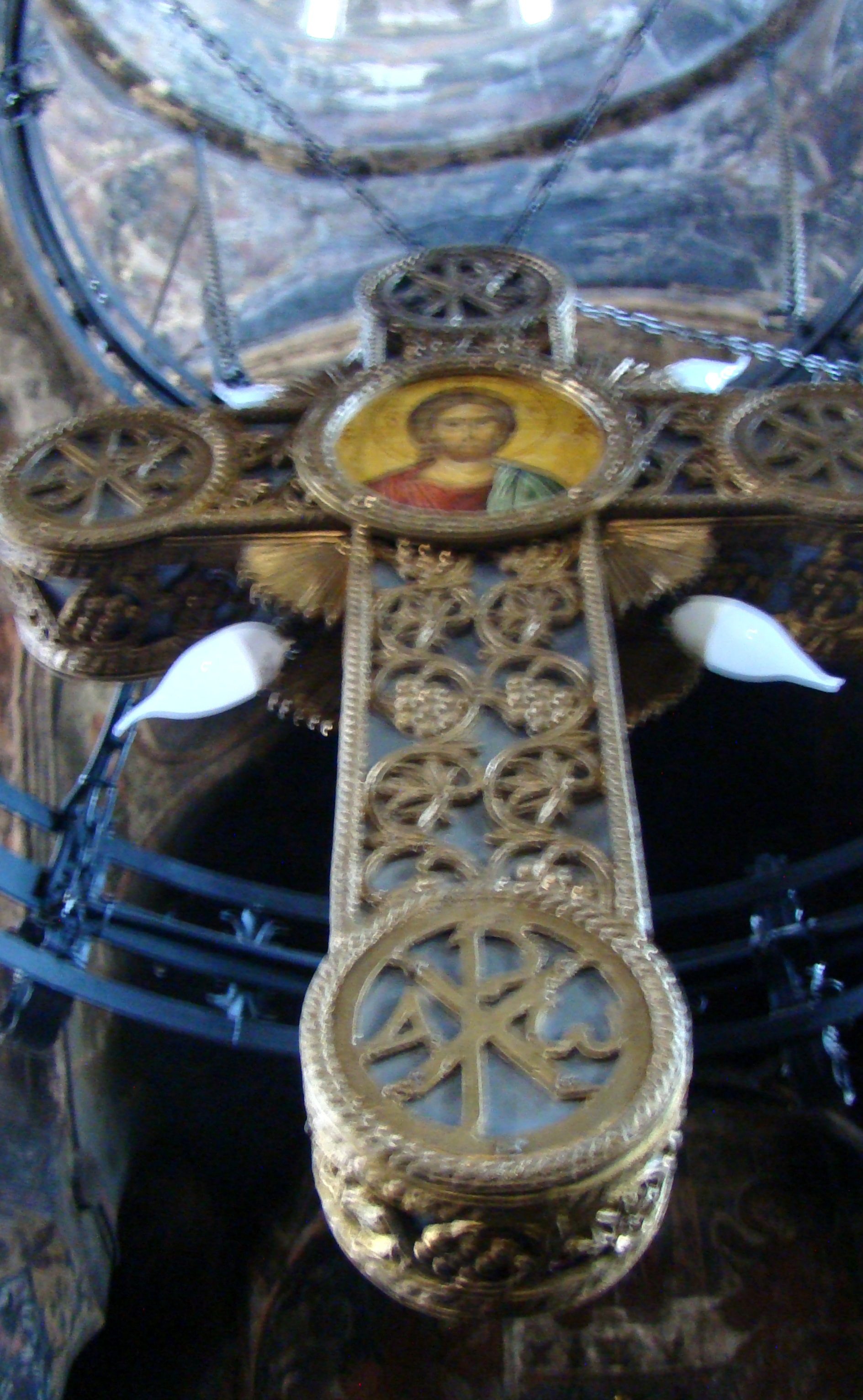
Cruce pictată
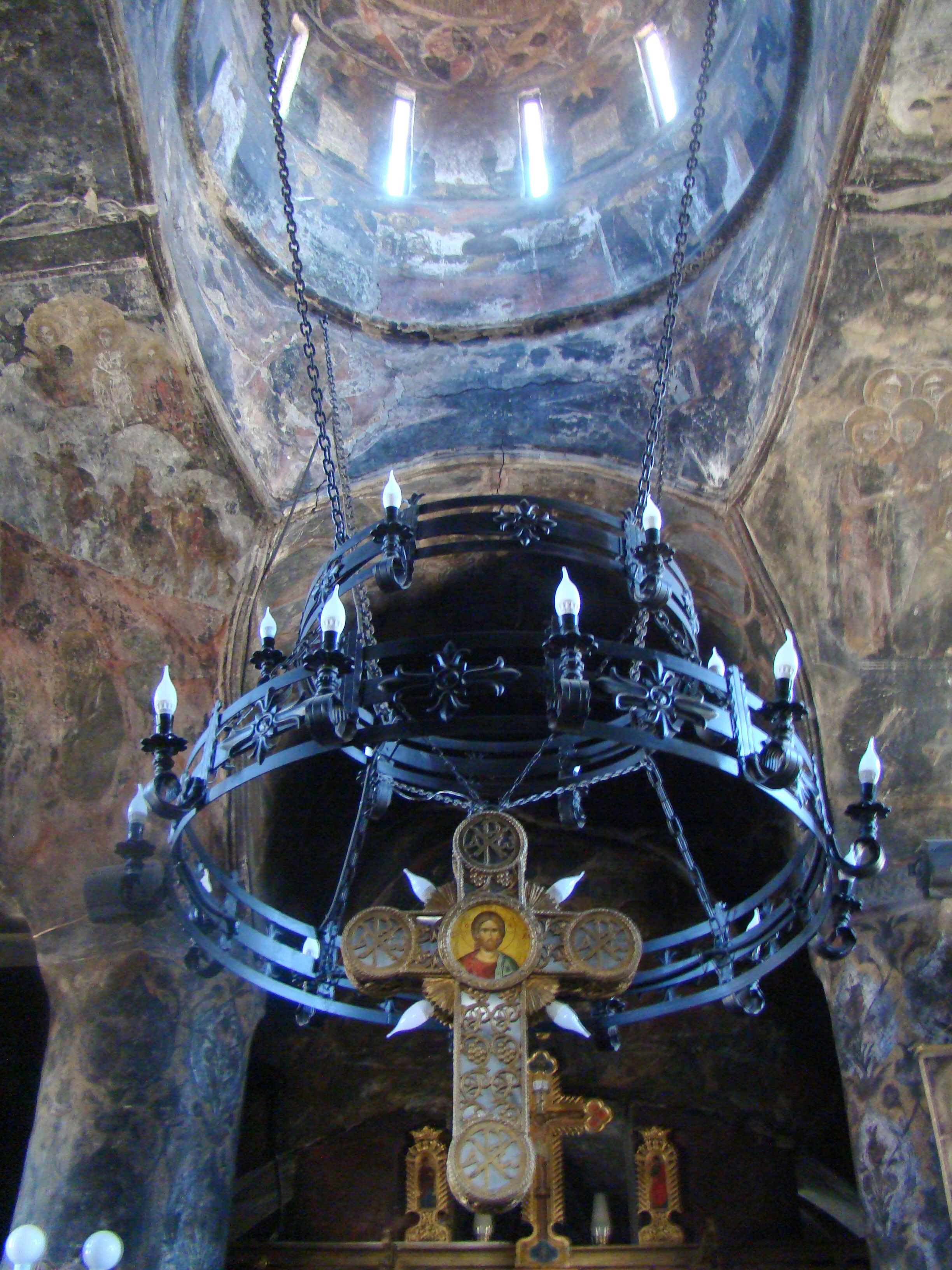
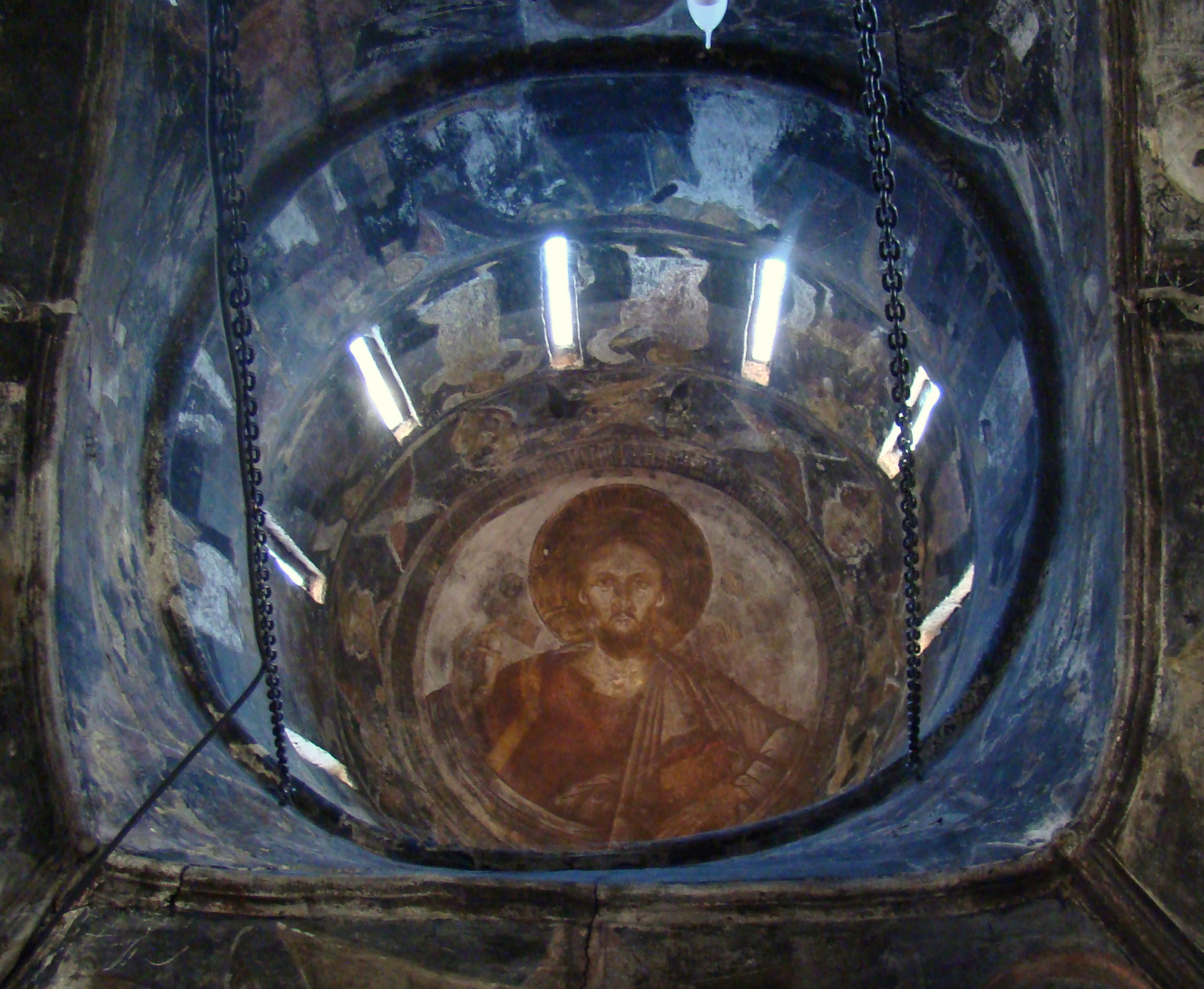
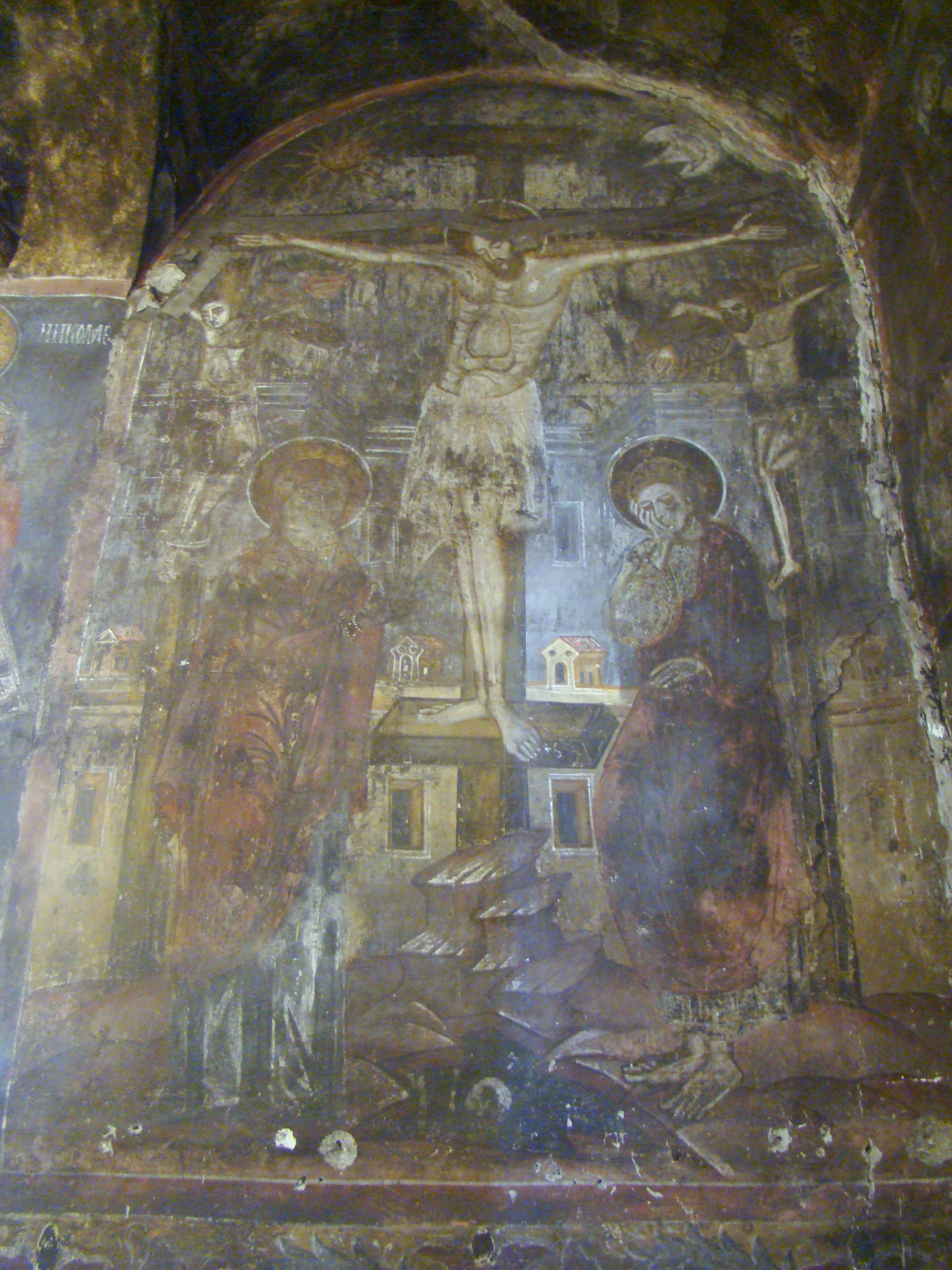
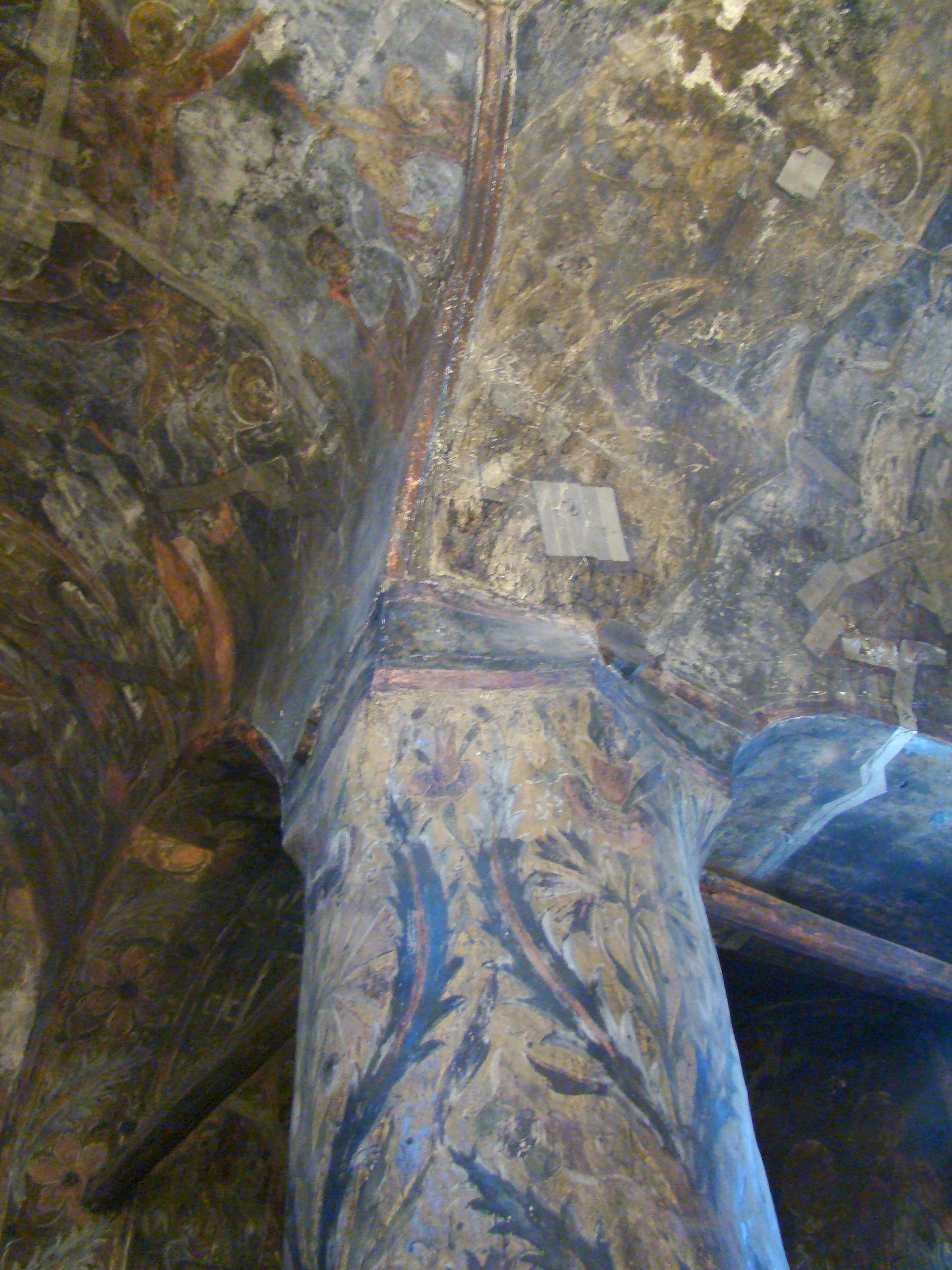
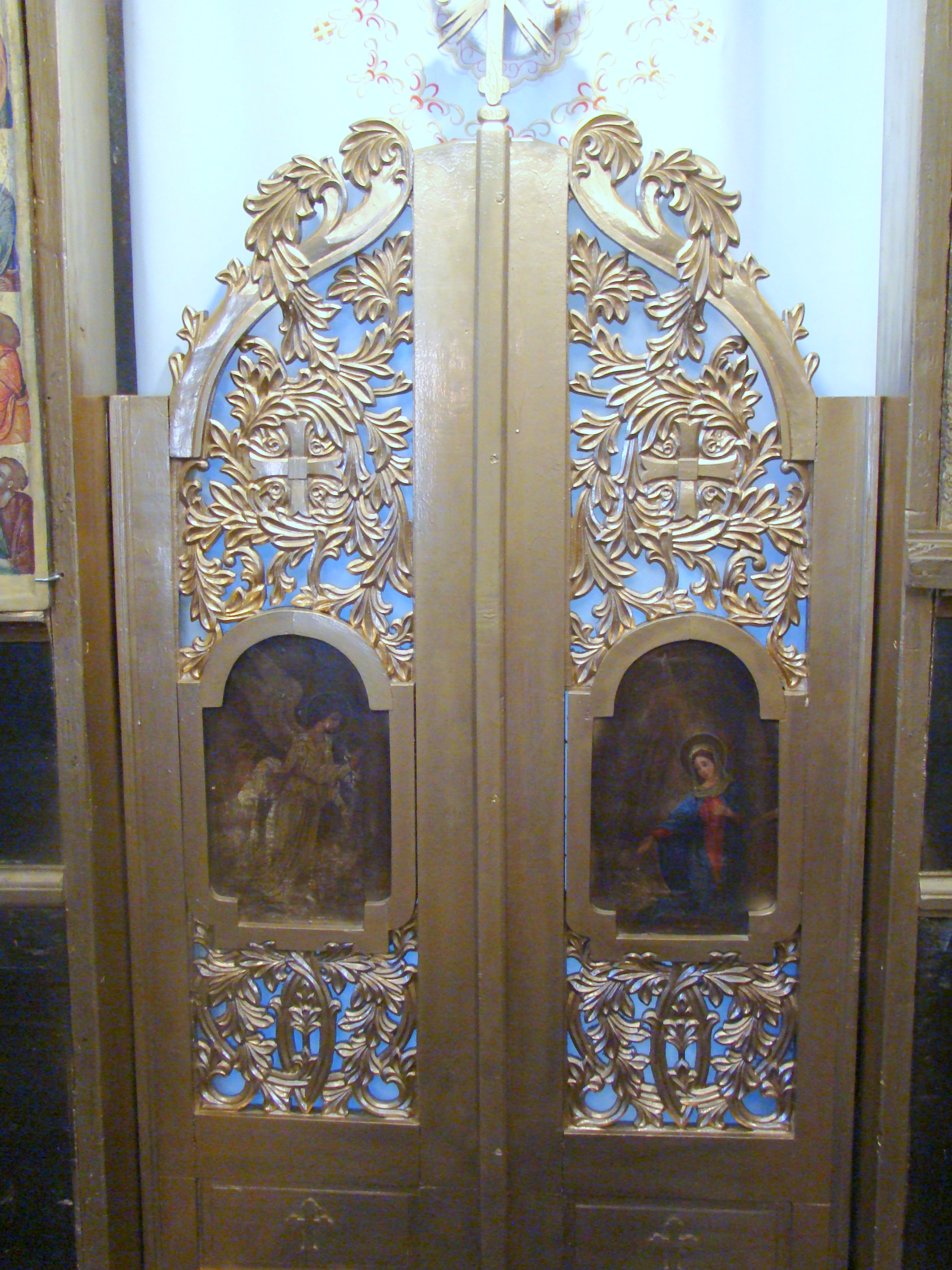
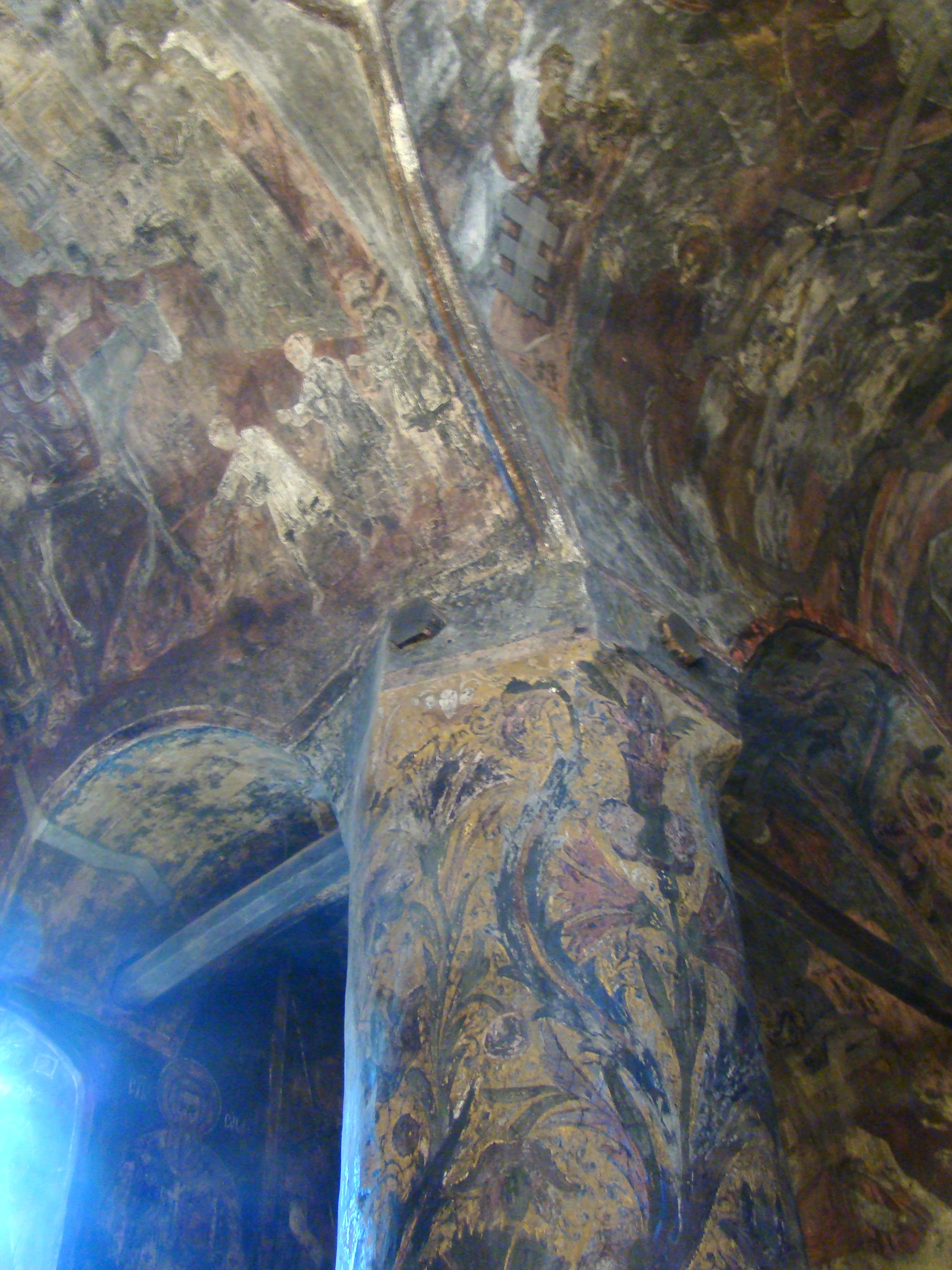
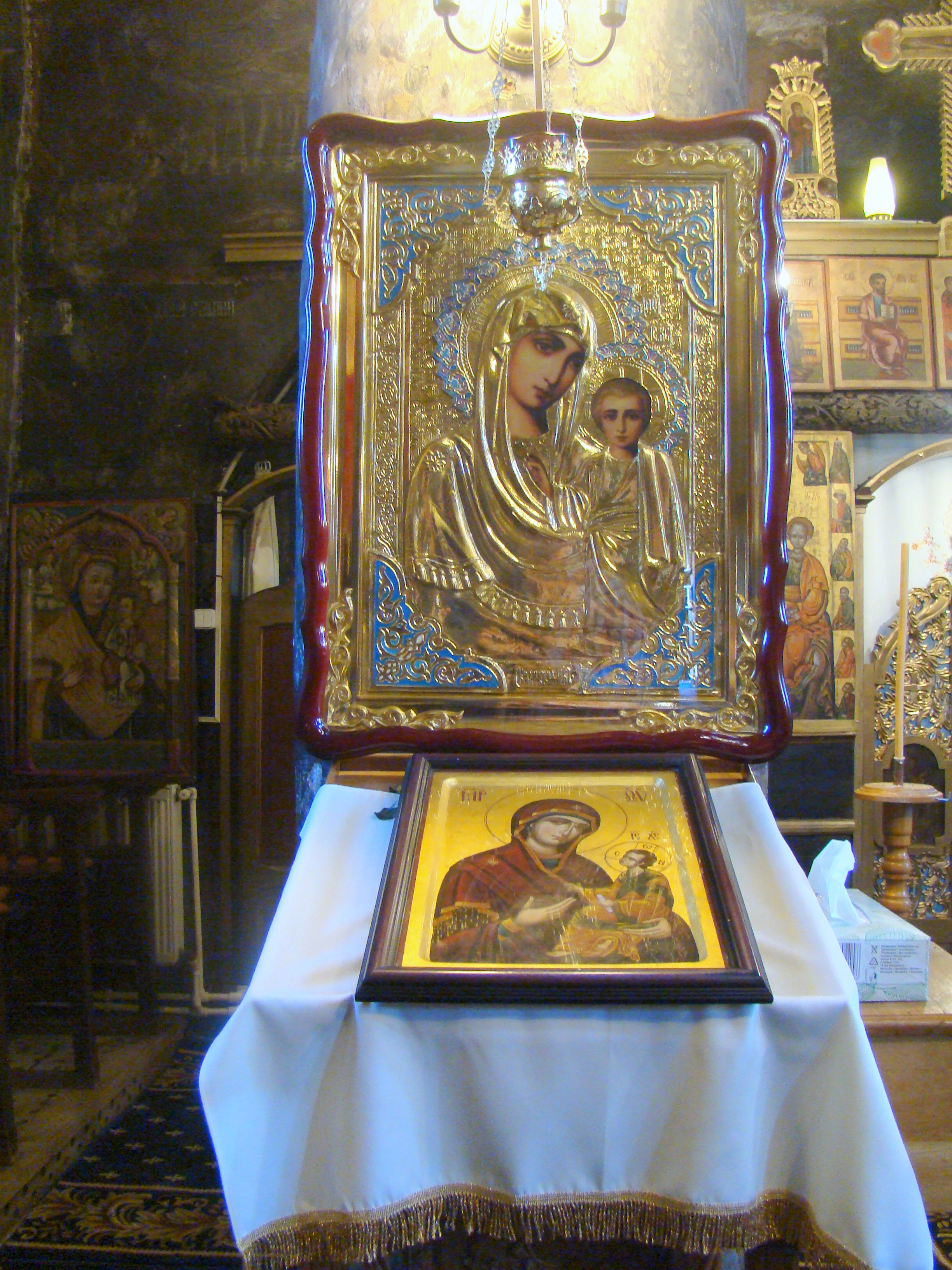
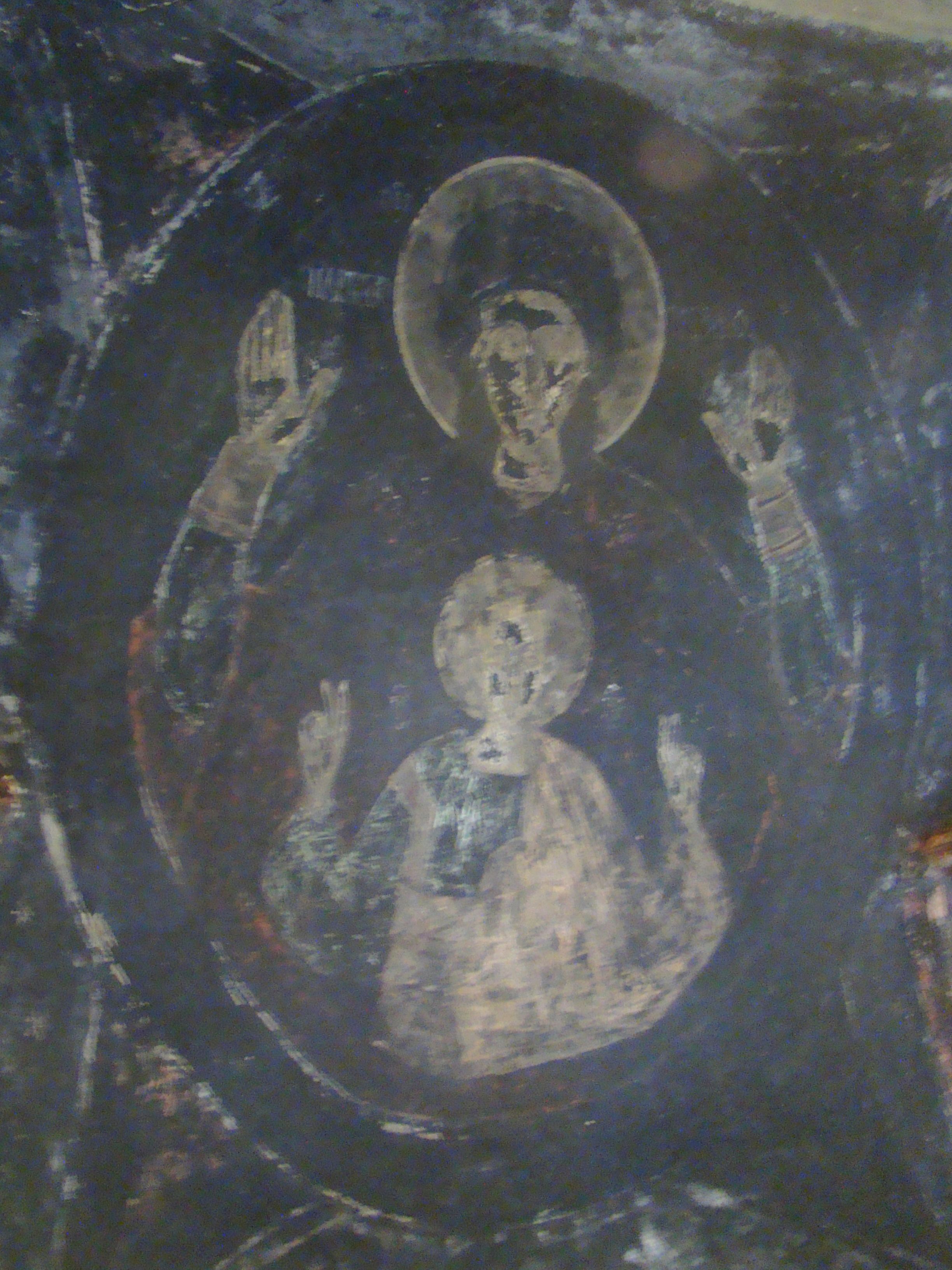
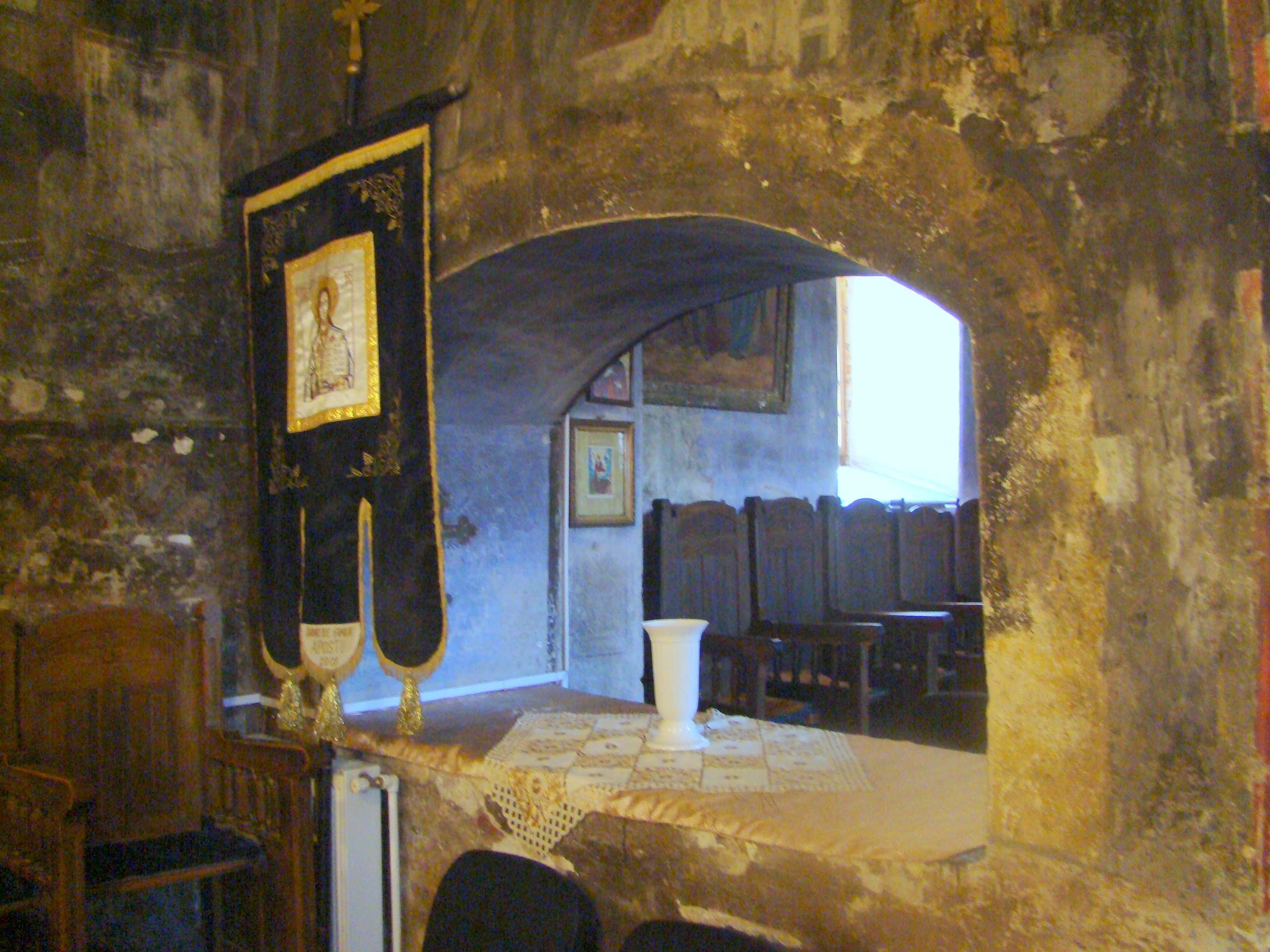
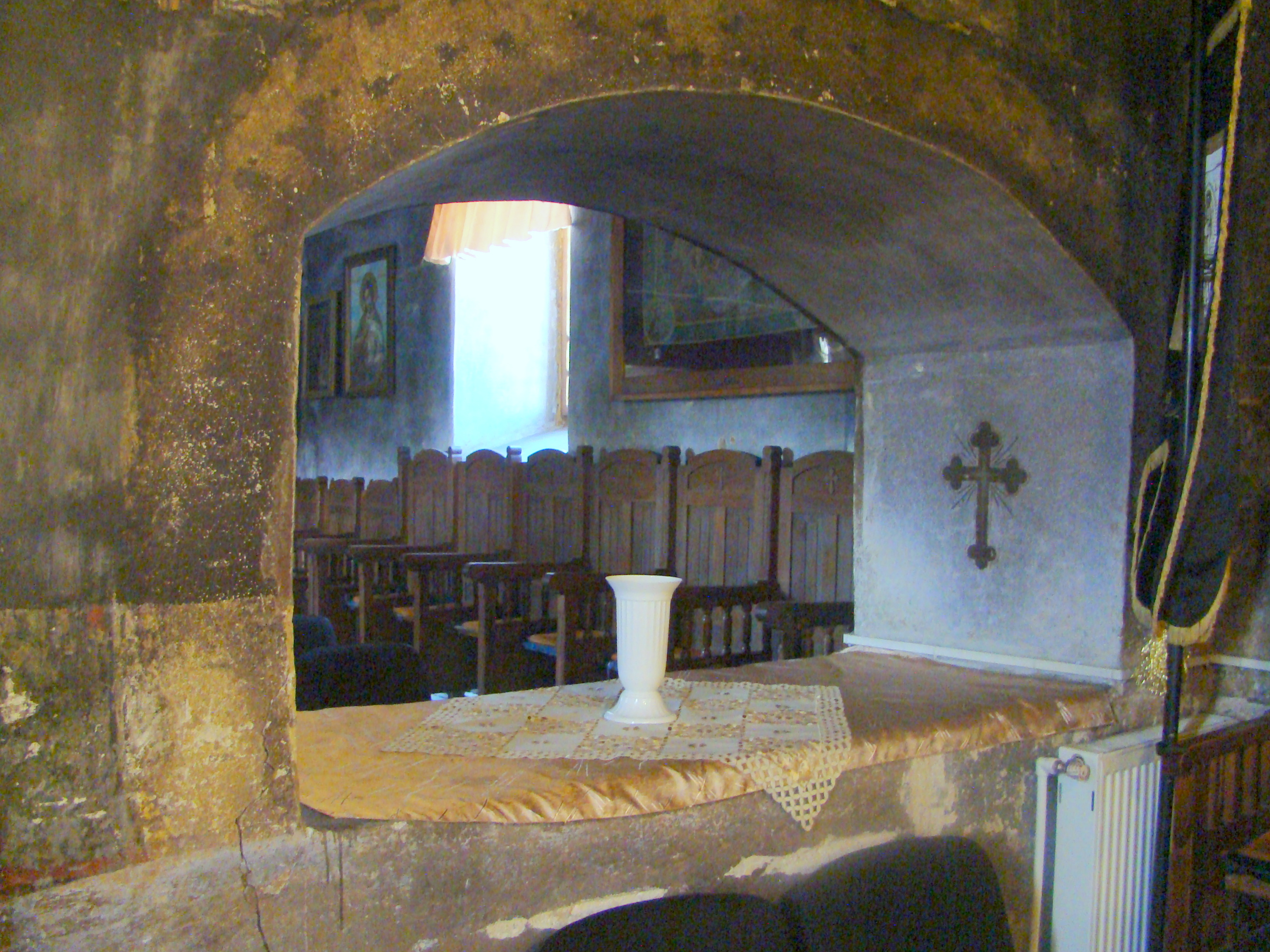
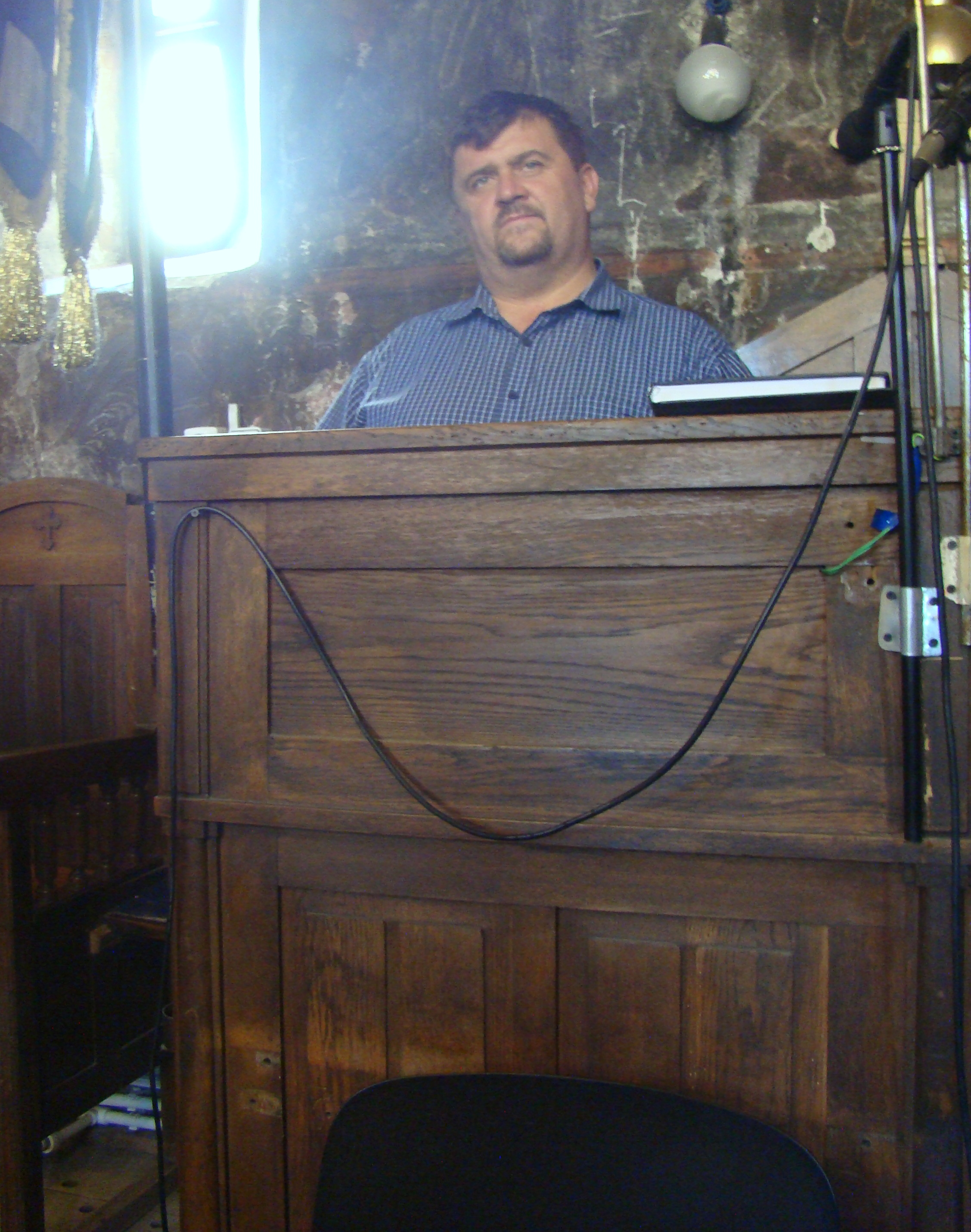
Preotul paroh Ioan Georgiu
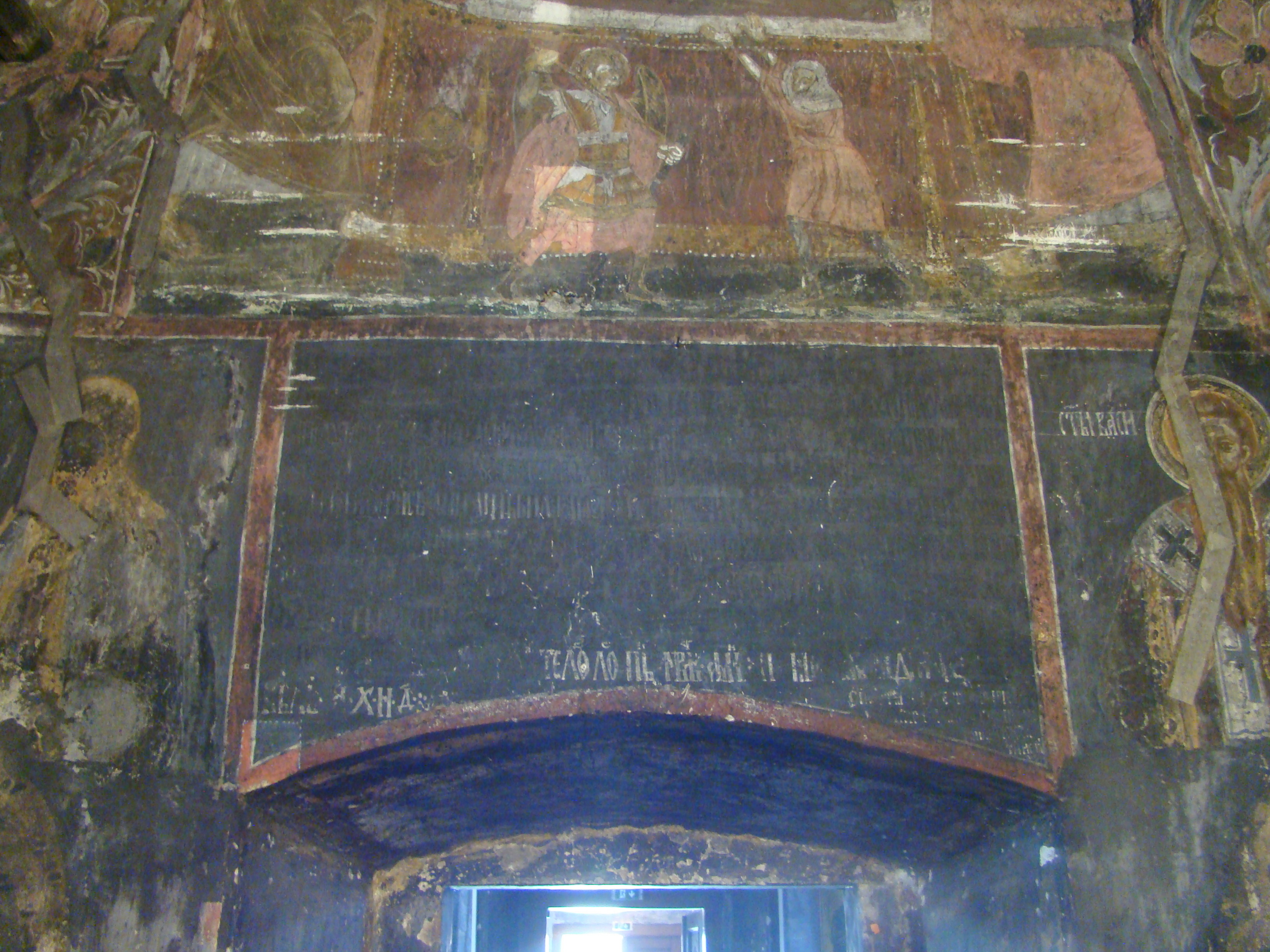
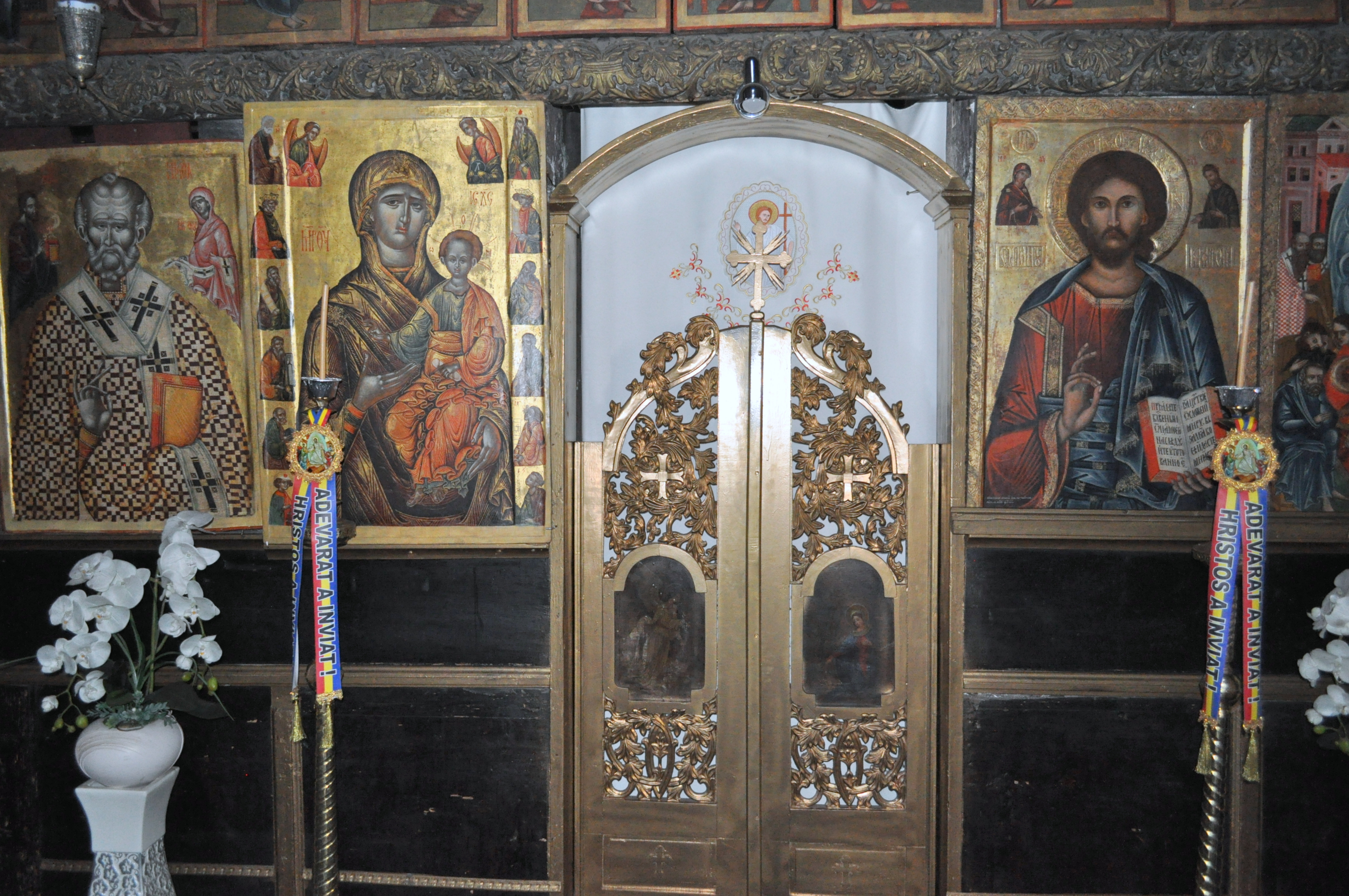
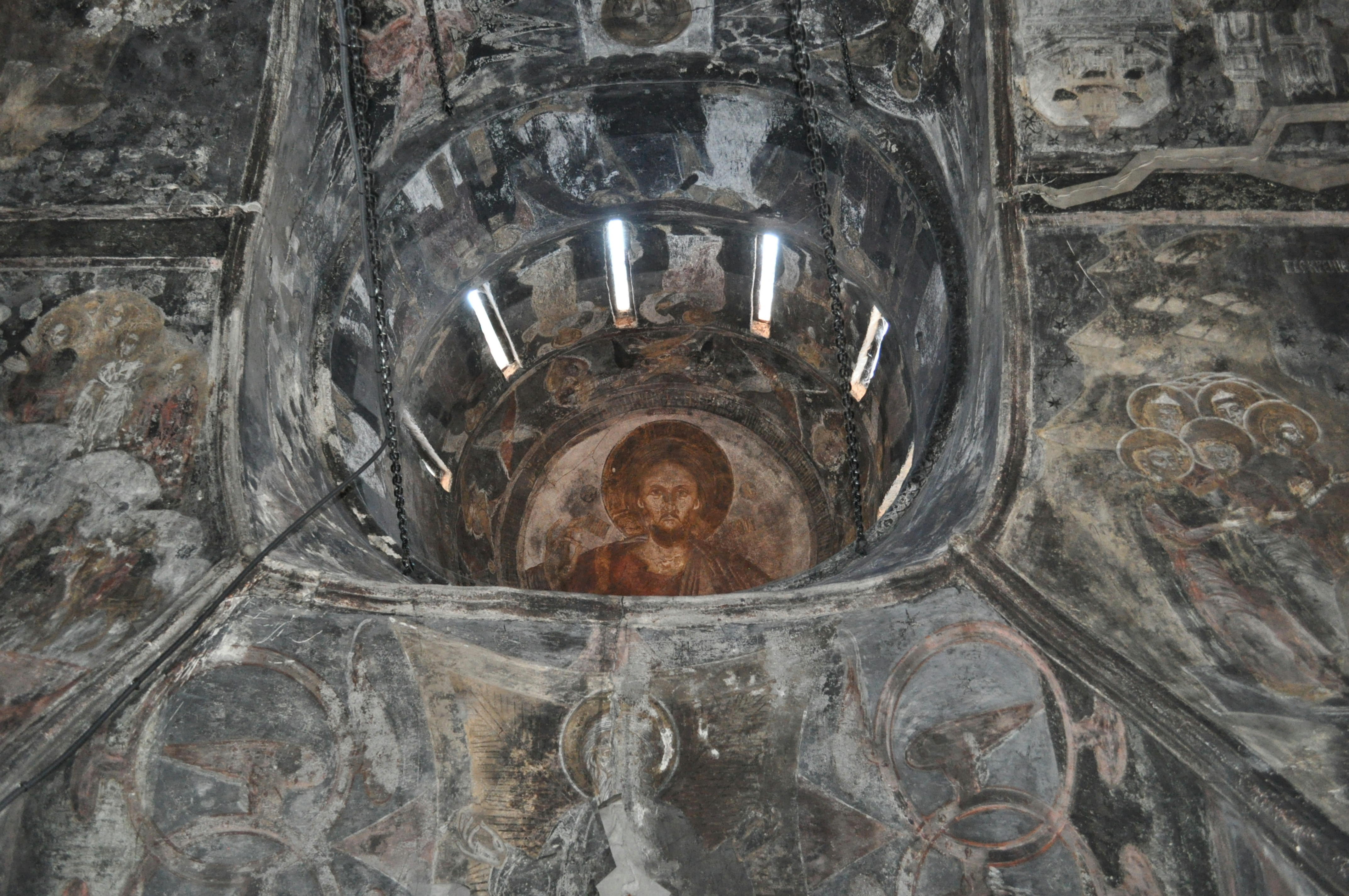
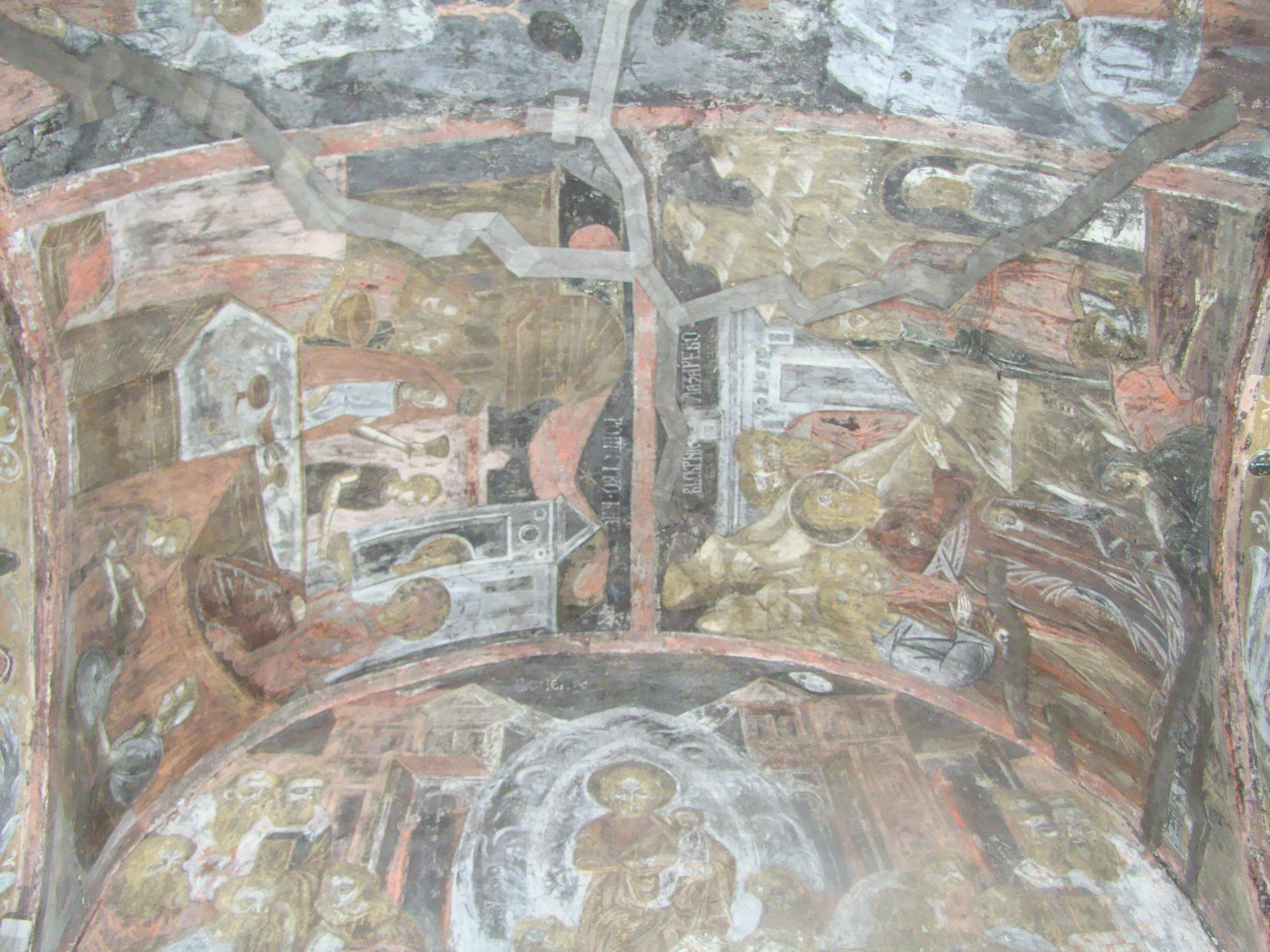
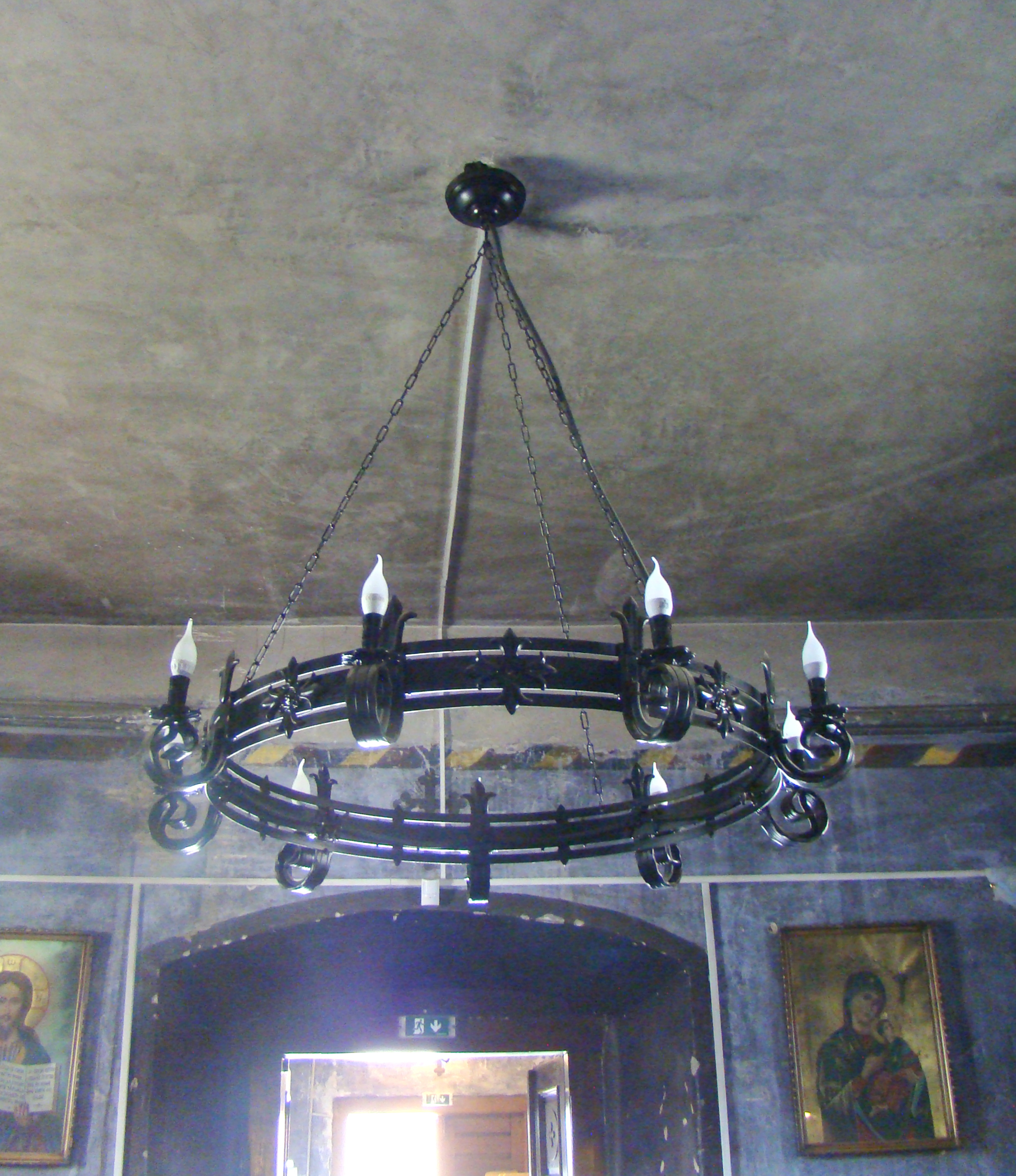
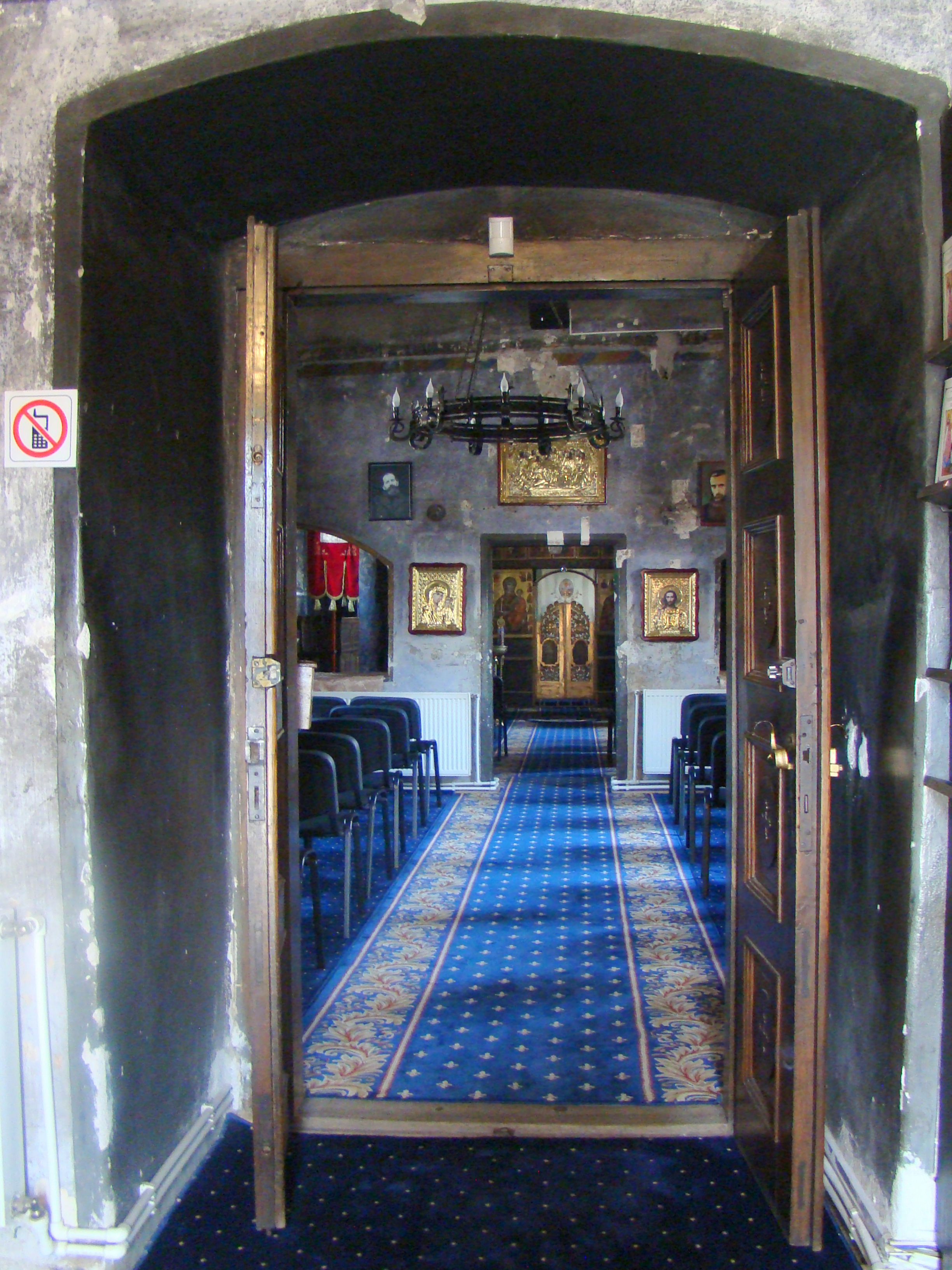